# Palacio de la Legislatura de la Ciudad de Buenos Aires
El palacio de la Legislatura de la Ciudad de Buenos Aires (también conocido como palacio Ayerza) es uno de los edificios más grandes y llamativos de la Ciudad de Buenos Aires. Inaugurado el 3 de octubre de 1931, en él se constituyó, en 1943, la Secretaría de Trabajo y Previsión dirigida por el entonces coronel Juan Domingo Perón. Debido a esto en 1951 el Congreso de la Nación Argentina lo declaró monumento histórico; sin embargo, en 1955 tal declaración fue derogada, y nuevamente declarada en 2011 por decreto presidencial. En 1946 fue sede del Ministerio de Trabajo de la Nación, y entre 1947 y 1955 albergó a la Fundación Eva Perón.
En 1977 fue incluido en el Área de Protección Histórica, y en 2000, el Código de Planeamiento Urbano lo catalogó como Área de Protección Histórica con nivel de protección integral (APH 1).
Desde 1984 funciona en el edificio contiguo, que fuera originalmente la residencia particular de Victoria Aguirre, y que en ese momento pertenecía a la sucesión de Enriqueta Lynch, el edificio anexo de la Legislatura de la Ciudad de Buenos Aires.

## Historia

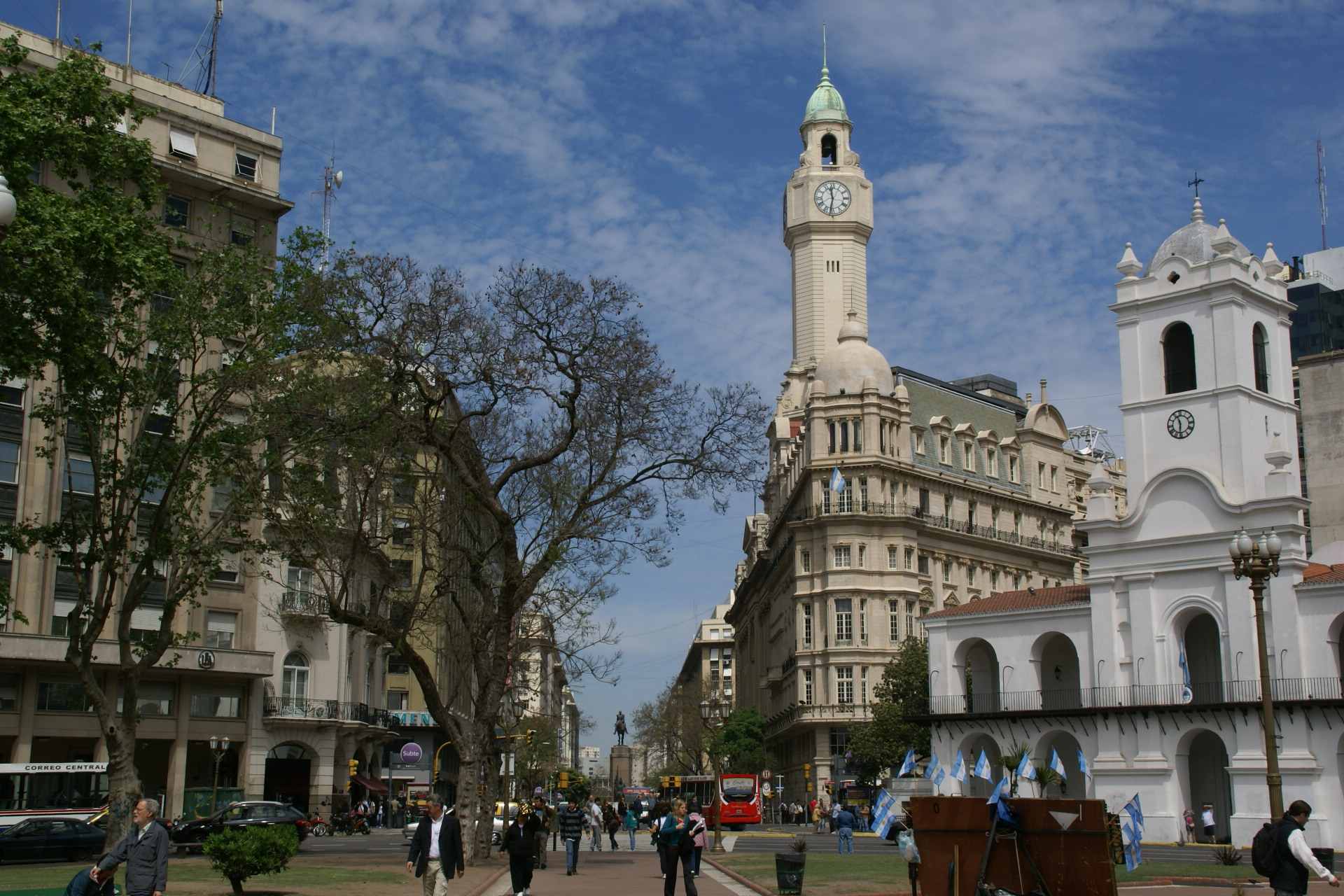
Vista del Palacio desde la plaza de Mayo.

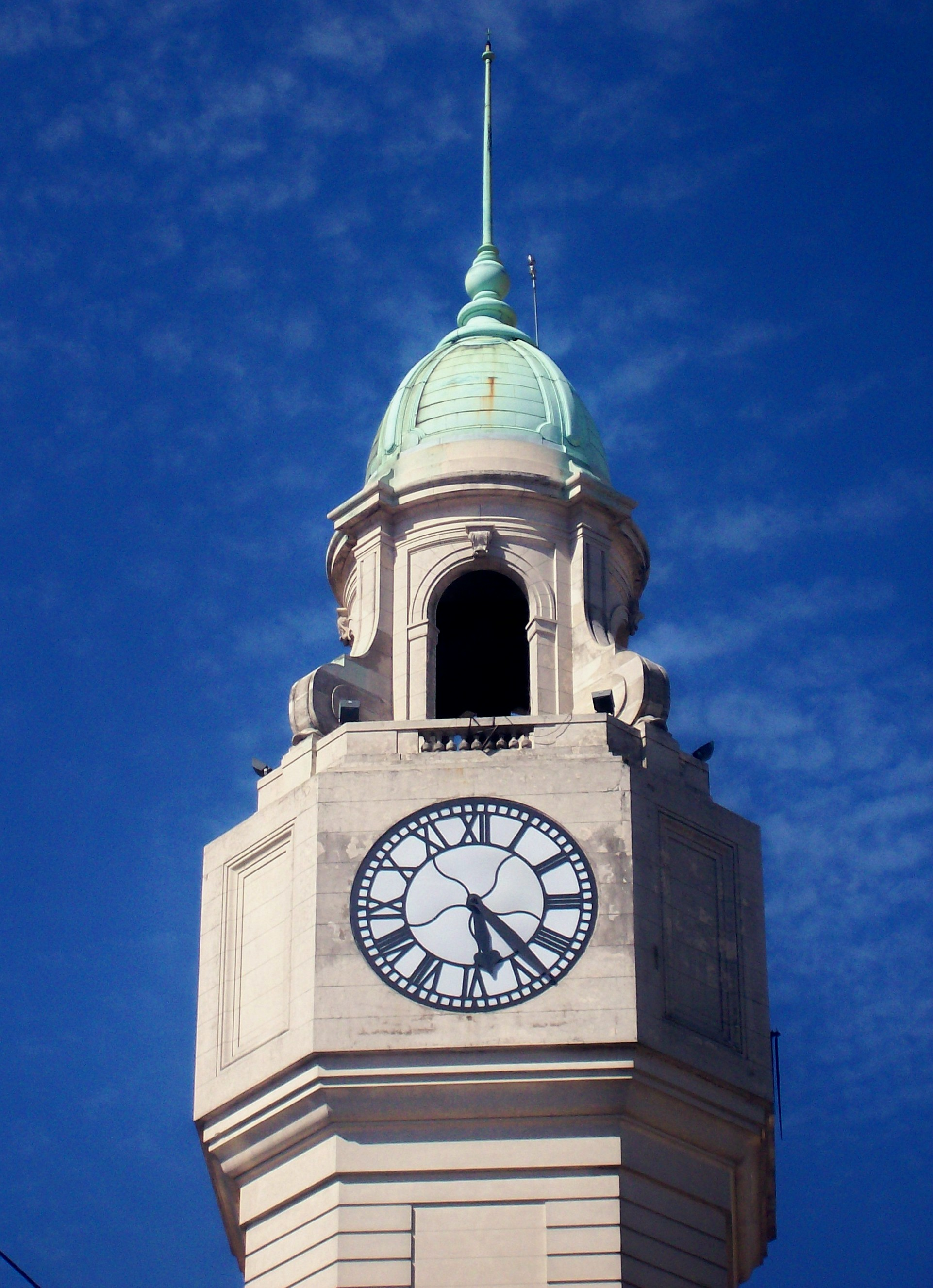
Uno de los relojes de la torre (notar el círculo del reloj-campanil y la cúpula con pararrayos de bronce patinado color verde).

El Palacio Legislativo (nueva sede del consejo deliberante) surgió de un proceso que  estuvo plagado de conflictos y discusiones. Este conflicto comenzó en 1896, dos años después de la inauguración de la antigua Casa Municipal y se extendió por muchos años. La razón principal del conflicto fue debido a que la sede del consejo deliberante anterior al Palacio de la Legislatura de Buenos Aires, no cumplía con lo requisitos necesarios, debido al tamaño insuficiente que tenía el edificio, en relación con la cantidad de trabajadores que lo ocupaban. Por esto se hicieron muchos reclamos para "ensanchar" la sede, lo que implicaría un gran gasto.
En 1917 el concejal socialista Alfredo Spinetto planteó formalmente la necesidad de edificar una sede propia para el Concejo Deliberante. Dos años después, siendo presidente del cuerpo Saturnino J. García Anido en ejercicio provisorio de la Intendencia Municipal, envió un proyecto postulando el traslado del Poder Ejecutivo juntamente con el Concejo Deliberante a una manzana frente a la Plaza Once de Septiembre, reflotando la idea que había alentado en 1911 el intendente Joaquín de Anchorena.
El presidente de la Nación Hipólito Yrigoyen nombró el 4 de diciembre como intendente de la Ciudad a José Luis Cantilo y el temario de convocatoria a Sesiones Extraordinarias incluía la ubicación del nuevo palacio Municipal.
Sin embargo, las propuestas de localización no prosperaron y el tema no se definía, pues a mediados de 1921 los concejales Spinetto, Villarreal y González Maseda insisten y con despacho de la comisión de Obras Públicas y Seguridad se sanciona una Ordenanza que dispuso la confección de los planos y elección del terreno. Por entonces encontramos que otro de los lugares pretendidos era la esquina de Corrientes y Carlos Pellegrini. Al año siguiente el Intendente Juan B. Barnetche remitió al Concejo Deliberante planos y presupuesto relativos al nuevo edificio, no obstante García Anido reiteró su aspiración de construir en la superficie comprendida entre las calles Rivadavia, Jujuy, Victoria y Catamarca. A fin de año fue asignada una partida presupuestaria específica para edificar la sede propia.
En 1923 se concretó un nuevo reclamo formal al Poder Ejecutivo Nacional para que reintegrase a la Ciudad el inmueble del Archivo General de la Nación, y hubo un intento de recuperar las propiedades de la comuna en calle Maipú n.º 124-148. En ese año también se constituyó una Comisión Especial pro-edificio integrada por ediles representativos de los sectores políticos de la época que funcionó, con avatares, hasta el cumplimiento de su cometido en 1931. En agosto finalmente se obtiene el terreno de 2.883 m² comprendido entre la Avenida Presidente Julio Argentino Roca y las calles Chacabuco y Alsina. Un decreto autoriza el concurso de planos, proyecto, premios y la apertura de una cuenta especial en el Banco Municipal de Préstamos para depósito de partidas presupuestarias anuales de gastos de la administración con ese fin. Al año siguiente el Intendente Dr. Carlos M. Noel realiza gestiones ante directivos del Banco de la Nación Argentina y el Banco Hipotecario Nacional que permiten definir la localización de la nueva sede parlamentaria en la superficie de 2.781 m² conformada por la Avenida Presidente Julio Argentino Roca y las calles Perú y Victoria donde en definitiva, se realizó el emplazamiento.
Efectivamente el terreno se encuentra entre tres arterias importantes del casco histórico de la Ciudad: la Avenida Presidente Julio Argentino Roca llamada así en memoria de quien fuera durante dos períodos – 1880 a 1888 y 1898 a 1904 - presidente constitucional argentino; antes del año 1914 se denominaba Diagonal Sur, la calle Perú, nombrada así desde 1857 en homenaje a la república americana independizada por el general argentino José de San Martín (antes se llamó Santísima Trinidad, luego Unquera, San José, Del Perú y Representantes) y la tercera Hipólito Yrigoyen, denominada así desde el año 1946 en homenaje al líder de la Unión Cívica Radical que resultara electo Presidente de la Nación también en dos oportunidades, 1916 y 1928. En tiempos de la colonia se llamó Cabildo, luego Villota y más tarde Victoria. El solar fue incluido en la primera delimitación del ejido urbano efectuada en 1580 por Juan de Garay.

### Construcción

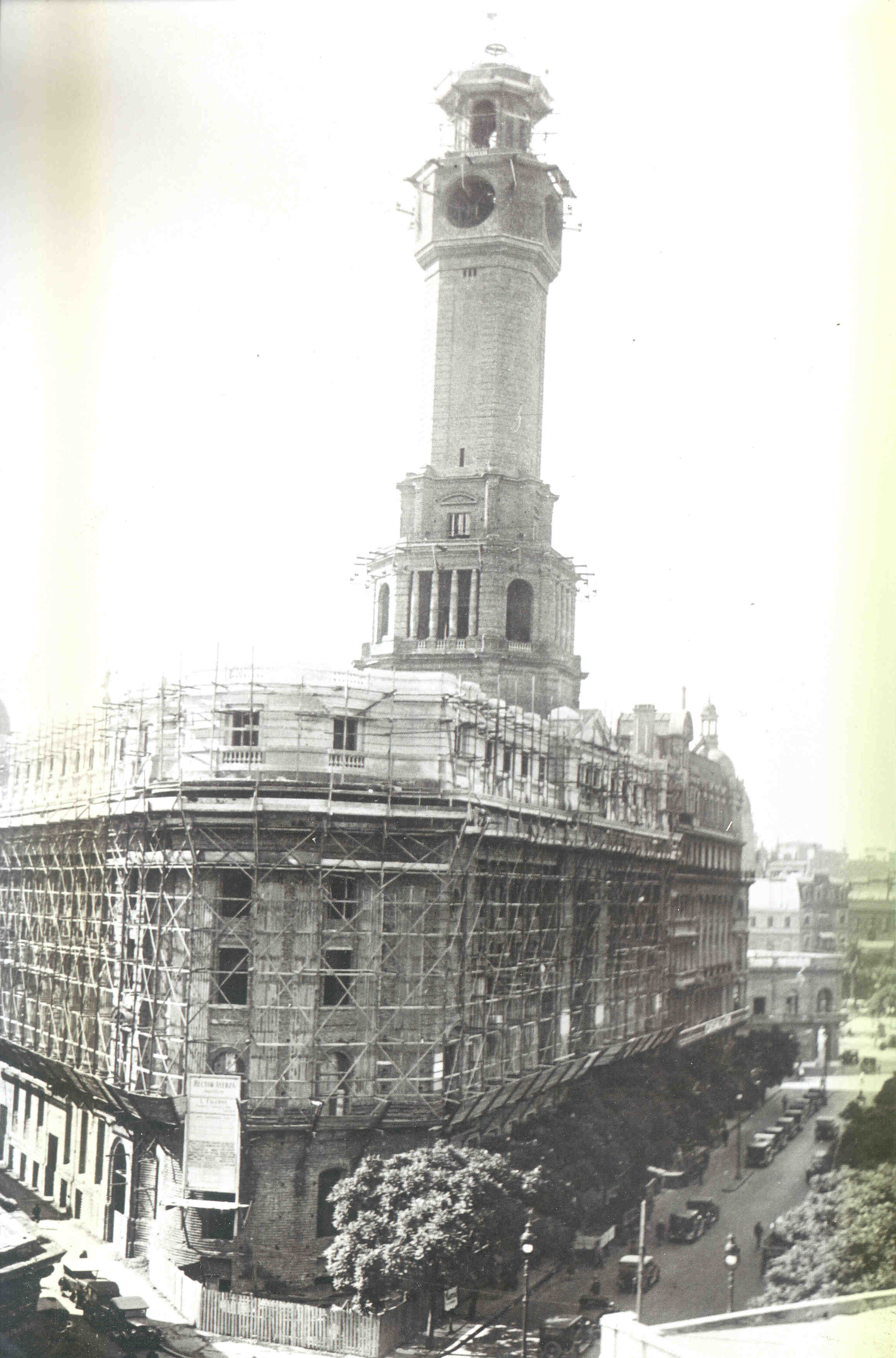
Construcción del palacio.

El edificio fue previsto para que fuera sede del Concejo Deliberante por esto hasta que en 1995 fue redenominado Palacio de la Legislatura de la Ciudad de Buenos Aires se le ha conocido y aún se le llama como el «Concejo Deliberante».
En 1925 se hizo el llamado a concurso público de proyectos y el 29 de diciembre resultó seleccionado el que diseñó el arquitecto Héctor Ayerza a quien le fue asignada la Dirección de la Obra. Otro arquitecto participante en el concurso fue el francés Edouard Le Monnier, cuya propuesta presentada es idéntica al edificio de Ayerza, y algunos investigadores sostienen que por lo tanto también es autor del Palacio.
La idea responde a un proceso de modernización que comenzó a implementarse a fines del siglo XIX bajo el control y ordenamiento de la administración pública que transformó urbanísticamente el entorno de la Plaza de Mayo reservándolo a los grandes edificios públicos, bancos e importantes casas comerciales. También a una concepción generalizada en la época, pues las líneas del academicismo francés predominaban en el lenguaje formal de la arquitectura oficial. Francia era el paradigma del modelo de nación deseado en esos años por la clase dirigencial. Aunque en Europa la belle époque había concluido en 1914 con la Primera Guerra Mundial, en Argentina aún se mantenían sus ecos, reforzados en los años 1920 por el art deco.

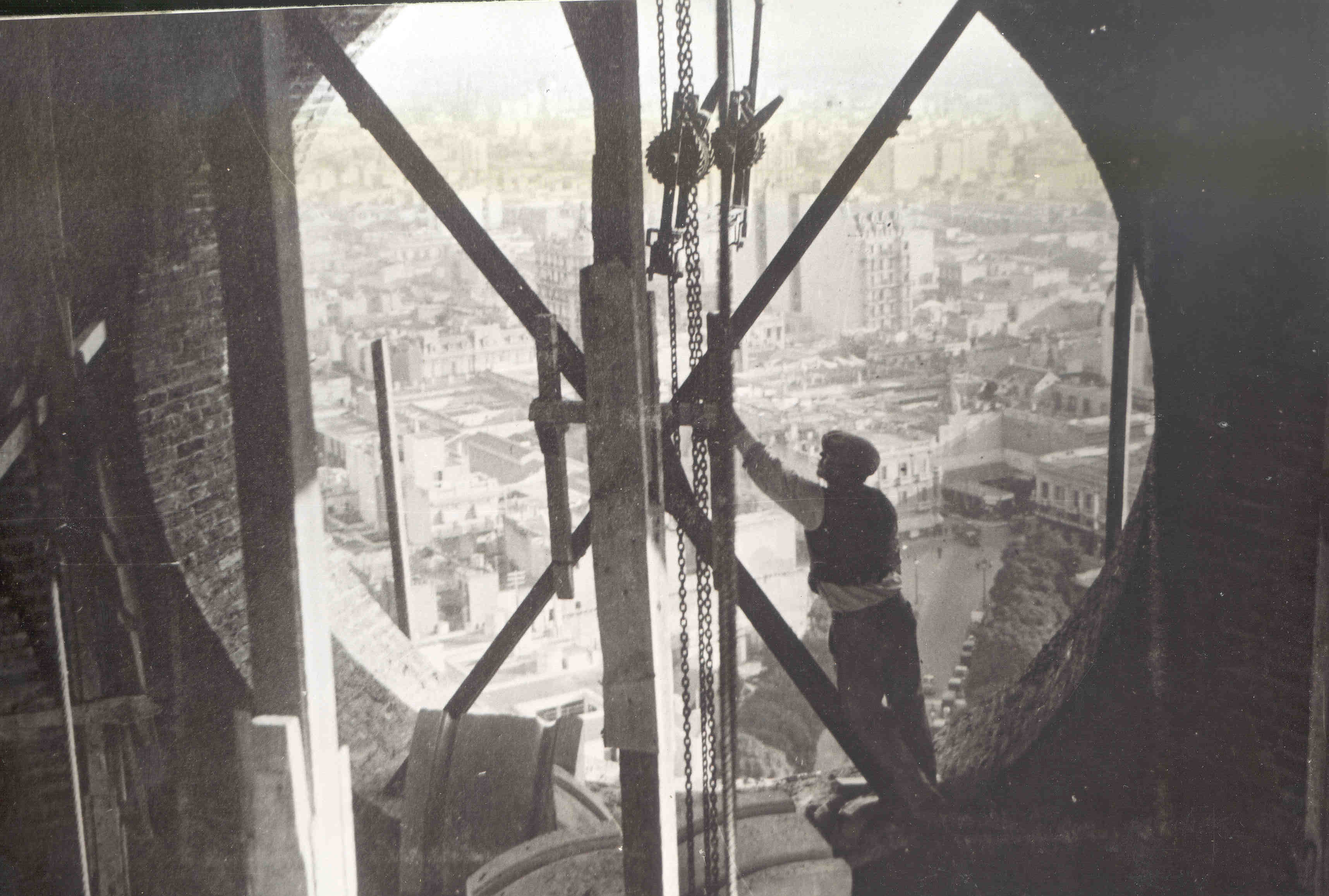
Construcción del reloj del Palacio.

Ayerza había estudiado en la Facultad de Arquitectura de la Universidad de Buenos Aires de la que egresó en 1916, perfeccionándose en París. Recibió influencias, entre otras del prestigioso arquitecto francés Edouard Le Monnier – diseñador entre otras obras del Palacio Fernández Anchorena, actual Nunciatura Apostólica y el Yatch Club Argentino - cuyo estilo signó la concepción del proyecto ganador. No escapa a ello cierto eclecticismo cosmopolita evidenciado en la adopción de elementos representativos de diversas tradiciones arquitectónicas, por ejemplo su característica torre campanil que recuerda a los belforts, torres cívicas o beffrois flamencos. Como parte del tesoro bibliográfico del Palacio Legislativo se conserva un álbum con más de un centenar de fotografías confeccionado por Ayerza que muestra el proceso constructivo entre 1926 y 1931.
No era esta una novedad para el joven arquitecto, aunque sí la oportunidad de ejecutar su obra maestra. Desde 1920 le habían sido encargados a Ayerza proyectos para edificios en la Ciudad, entre los ejecutados se encuentran el de la calle Charcas 829/43 – que concluyó dos meses antes que el Palacio Legislativo - y el de las Avenidas Callao y Alvear. El miércoles 10 de noviembre de 1926 en la Presidencia del Concejo Deliberante se procedió a la apertura de los sobres con las propuestas presentadas por las empresas constructoras, designándose finalmente a L. Falcone, cuya capacidad técnica y organización comercial aseguró que se efectuara la obra.
La piedra fundamental fue colocada en el marco del Primer Congreso de Municipalidades de la República Argentina, el 18 de noviembre de 1926. Del acto participaron el presidente de la Nación, Dr. Marcelo Torcuato de Alvear – hijo de quien fuera primer Intendente de la Ciudad -; en representación del Intendente Municipal Dr. Noel, lo hizo el Dr. Emilio Ravignani, y el presidente del Concejo Deliberante, Dr. Horacio Casco, entre otras autoridades. Para la ocasión se acuñó una plaqueta conmemorativa.
En la sesión del 14 de diciembre se aprobó sobre tablas la adjudicación a la empresa constructora Luis Falcone que comenzó la obra el 19 de septiembre de 1927. Los trabajos, entre otros motivos, se prolongaron por modificaciones en los planos originales –inclusión del subsuelo, alteraciones en la planta baja y en los cimientos-; durante las excavaciones aparecieron túneles y pozos subterráneos de la época colonial que ideados por los jesuitas comunicaban la Manzana de las Luces con el Cabildo; además, hubo diferencias de interpretación contractual que obligaron a una instancia de arbitraje a cargo del ingeniero Sebastián Ghigliazza. En 1929, por la Ordenanza n.º 3647 se destinó la superficie de 3.116 m², comprendida entre la Avenida Presidente Julio Argentino Roca y calles Perú y Victoria, para que fuese construida la sede legislativa.

#### Estructura Metálica
Por sus características, el edificio del Concejo Deliberante ha requerido una construcción especial, en lo que se refiere al armazón metálico, principalmente en cuanto a la ejecución de la parte de la torre, única hasta ahora en la edificación de la Ciudad de Buenos Aires y aún de todo el país.
Se eleva el peso total del material metálico del esqueleto a 2.500 toneladas, entre perfiles trabajados y sin trabajar.
La sección estructural que corresponde a la torre es de 87 metros, contando desde su basamento, y de 55 metros desde el nivel de la azotea.
Toda la construcción y montaje de estas estructuras ha sido efectuada en los talleres y con personal técnico de la S.A. Talleres Metalúrgicos San Martín, que han vencido con evidente acierto todos los problemas inherentes a un trabajo de esas características.

#### Cementos y Revestimientos
En la construcción de este palacio se ha empleado el Cemento San Martín. Los enlucidos se han hecho con cemento Portland blanco Medusa. Se empleó en todos los revestimientos interiores del edificio la piedra de La Chartié y gran cantidad de cemento Indiano. 
La firma Victo Maggi ha suministrado la cantidad de 150.000 kios de sus materiales IGGA. Los revestimientos de granito para el frente, incluso las esculturas de los mismos han sido provistos y ejecutados por la S. A. Grrasyma, bien conocida en su ramo. Los ladrillos esmaltados que revisten los patios de luz y aire son de la fábrica Albert Konrad.
En cuanto a los revestimientos interiores, el carácter oficial del edificio ha impuesto una gran suntuosidad. En el recinto de sesiones se han empleado mármoles de Grecia "vert-antique", el más rico y costoso que se importa. De ese mármol son las columnas y pilastras macizas y de una sola pieza que adornan este recinto. Completa la decoración el mármoml "vert-tynos", también griego, que hace "pendant"  con el antique en la decoración de las escaleras, revestimientos y la gran baranda que separa las butacas de los concejales de los palcos. 
Frente a la presidencia se ha colocado un piso decorativo de grandes efectos, ejecutado en mármoles "borrelace veine", de procedencia francesa, con guardas "vert-tynos".
La gran escalera de honor, es uno de los trabajos más importantes de la obra. Construida de rica piedra francesa "Volúbilis", en estilo Luis XIV, exhibe líneas elegantes y finas, que armonizan con la magnificencia requerida por el ambiente.
Fueron empleados también grandes bloques de piedra francesa para las estatuas del frente, que han sido ejecutadas por escultores argentinos.

### Inauguración

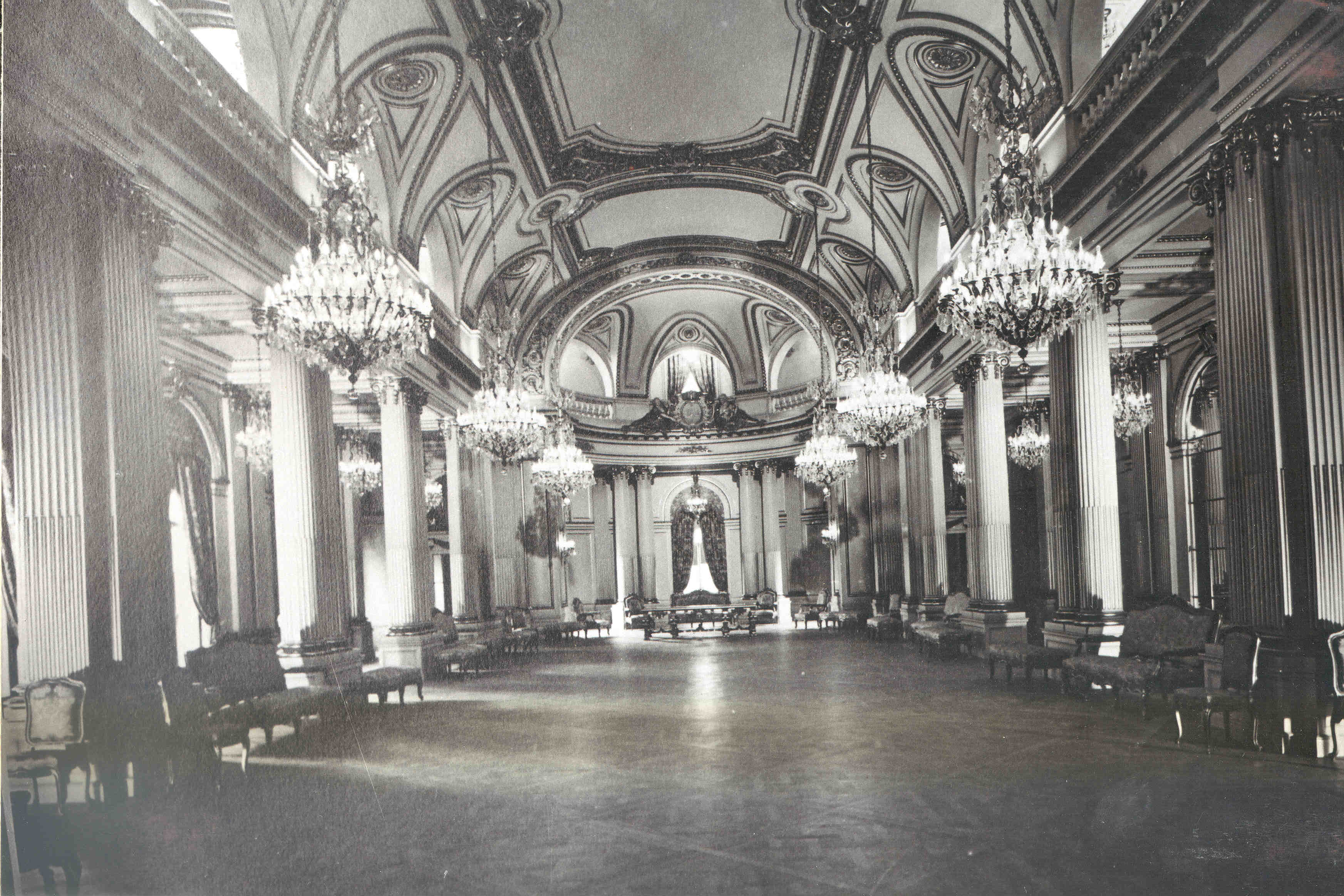
Antigua fotografía del Salón Dorado.

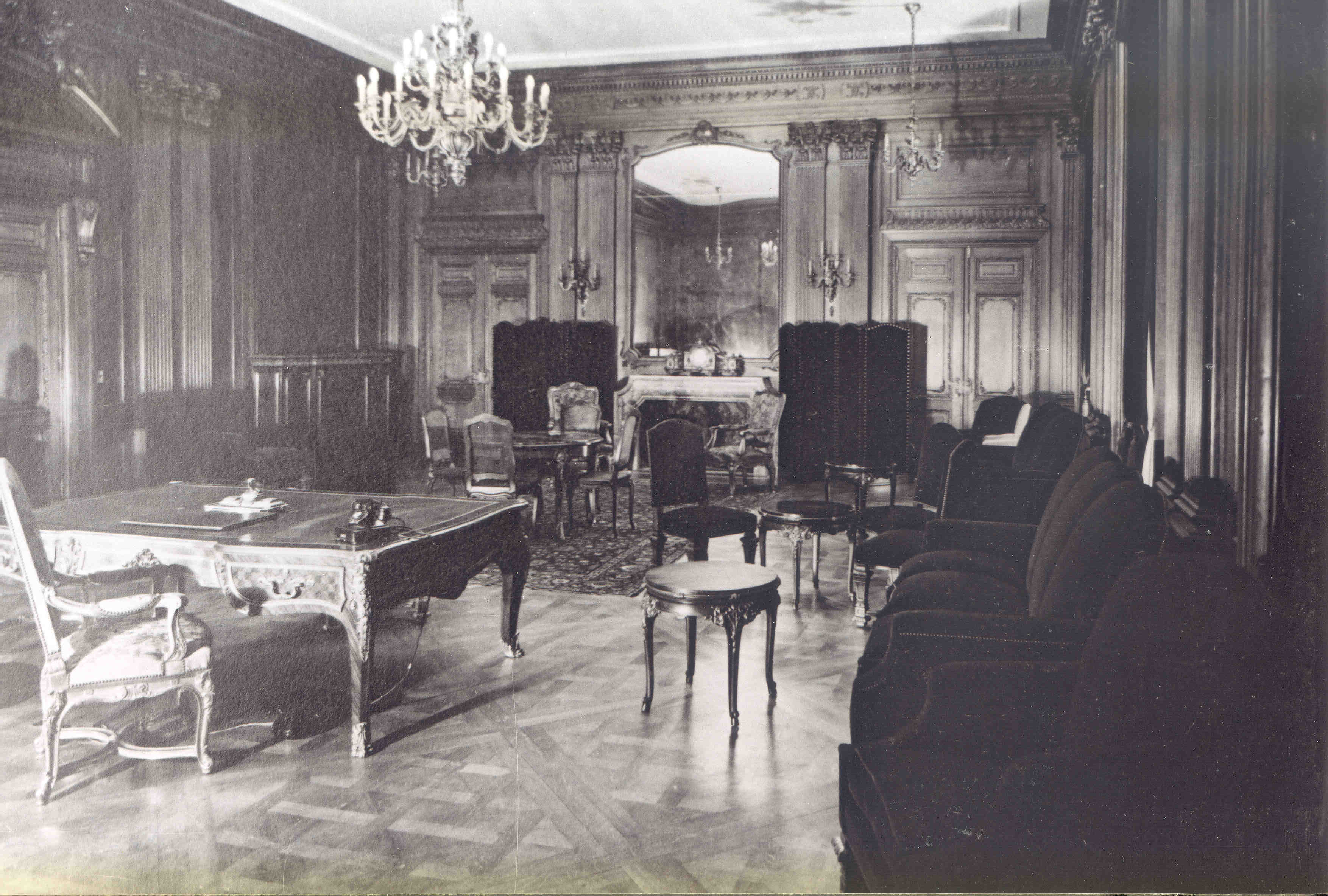
Fotografía del despacho de Eva Perón.

El palacio se inauguró el sábado 3 de octubre de 1931 al mediodía. Contradictoriamente, el cuerpo deliberativo de la ciudad no estaba en funciones porque el 6 de septiembre del año anterior se había producido una interrupción institucional por un golpe militar encabezado por José Félix Uriburu. De manera que el austero acto oficial fue presidido por el Intendente Municipal designado por el gobierno, José Guerrico, integrante de la Comisión Especial encargada de la construcción del edificio, en presencia del Ministro del Interior de la Nación Octavio Pico. Y al día siguiente se realizó una fastuosa fiesta en la que participó el titular del Poder Ejecutivo de la Nación. Las actividades legislativas en la Manzana de las Luces concluyeron el 16, con el reintegro al Gobierno Provisional de la Nación de ese espacio que pasaría a ser utilizado por las Facultades de Ciencias Exactas, Físicas y Naturales de la Universidad de Buenos Aires. El 10 de enero de 1932 se realizó la elección de 30 concejales municipales. Convocada por el Gobierno provisional de la Nación que al día siguiente terminaba sus funciones, el 19 de febrero se concretó la Sesión especial de Instalación presidida por el edil de mayor edad, Agustín Carbone, del Partido Socialista Independiente. El 1 de marzo del mismo año tuvo lugar la primera Sesión Ordinaria bajo la presidencia del concejal Andrés Justo perteneciente al bloque del Partido Socialista. Estos actos formalizaron la inauguración funcional del flamante Palacio Legislativo.

### La sede en democracia
La Sede Legislativa, recuperado el funcionamiento de las instituciones democráticas, en el año 1984 se ampliaron las instalaciones que respondían al proyecto original del arquitecto Héctor Ayerza, con la incorporación del edificio anexo ubicado en Avenida Presidente Roca e Hipólito Yrigoyen.
Diez años después, con la reforma de la Constitución Nacional, la Ciudad de Buenos Aires pasó a tener un régimen de gobierno autónomo con facultades propias de legislación y jurisdicción.
En 1996, al disolverse definitivamente el Concejo Deliberante con la consagración constitucional de la autonomía de la Ciudad de Buenos Aires, el edificio fue destinado a sede de la Legislatura. Por esa razón se lo remodeló integralmente considerando que se halla comprendido en el Área de Protección Histórica, en grado de intervención 1, es decir dentro de una zona, espacio o conjunto urbano que posee características particulares en las que se reconoce a un legado del pasado no necesariamente remoto y con influencias de variado origen.
La refacción se efectuó entre julio de 1998 y marzo de 1999, puso en valor y articuló el edificio anexo al palacio, sin embargo varios trabajos quedaron pendientes.

### Actualidad

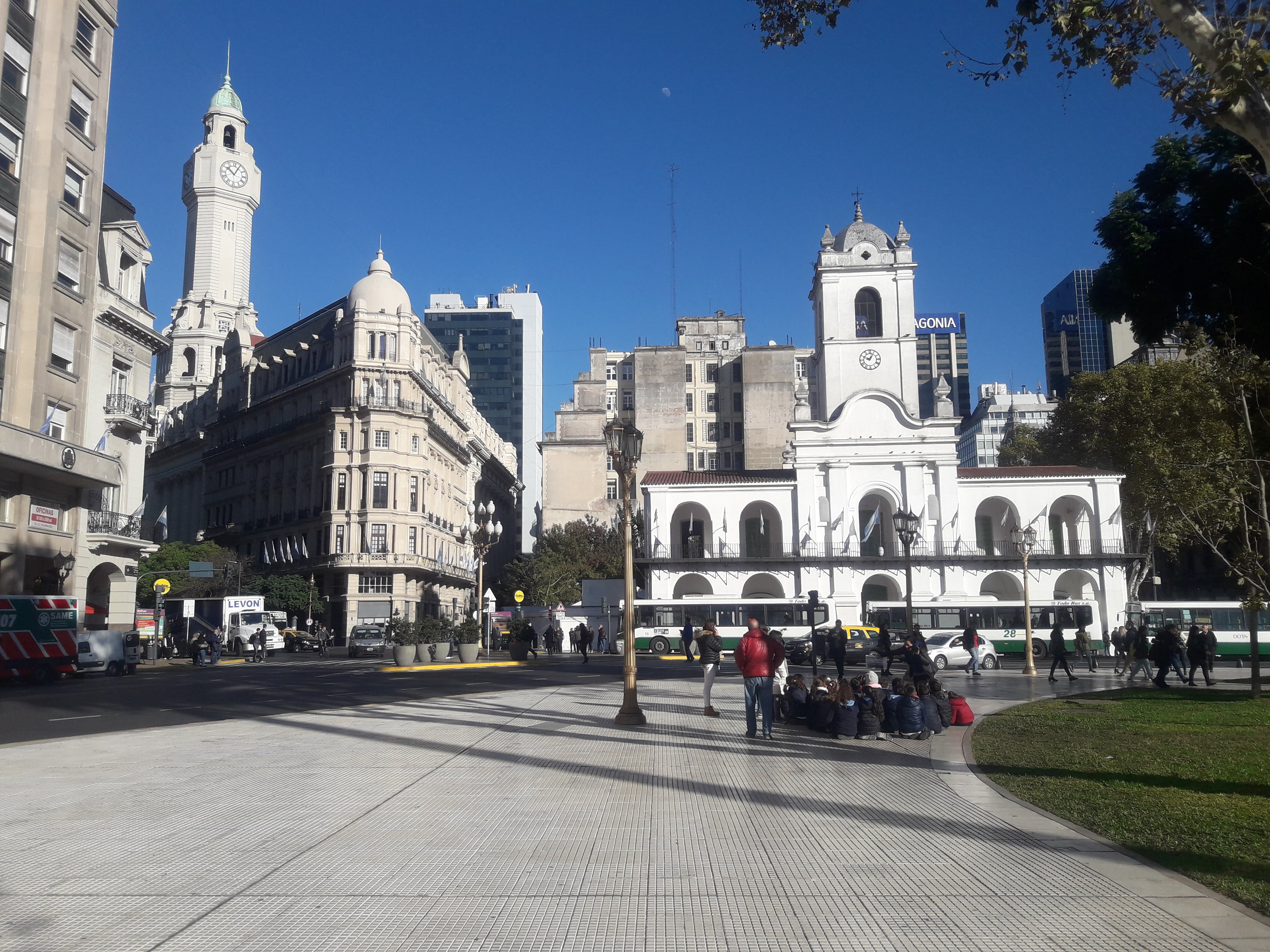
Legislatura junto al Cabildo desde Plaza de Mayo (junio de 2019)

Con la sanción de la ley n.º 1444, en septiembre de 2004, los Diputados de la Ciudad aprobaron el Plan de Obras Complementarias de Remodelación y Puesta en valor del Palacio Legislativo. A esos efectos, la ley creó una Comisión especial para “entender en la planificación, ejecución y administración de todos los aspectos relativos a las obras de infraestructura que deben llevarse adelante en la misma, gestionando la construcción de nueva infraestructura y recuperando y haciendo eficiente la existente, en todo de conformidad con lo dispuesto oportunamente por Resolución Nº 369/98.” La Comisión que es responsable de la administración de un fondo creado especialmente mediante la suscripción de un contrato de fideicomiso con un banco del sector público, está compuesta por un Consejo de Administración presidido por el Secretario Administrativo de la Legislatura y seis miembros, dos en representación del Poder Ejecutivo y cuatro por el parlamento. De ella depende la Unidad Ejecutora de Obras.
El 26 de septiembre de 2011, mediante el Decreto 1495/11, la presidenta Cristina Fernández de Kirchner declaró al Palacio de la Legislatura como Monumento Histórico Nacional (MHN), en el marco del aniversario 80 de su inauguración.
En el año 2018, se realizaron se realizaron las licitaciones y adjudicaciones para la restauración de las carpinterías exteriores del Sector Parlamentario y de puesta en valor de los patios urbanos, con presupuestos de $ 29.144.926,35 y $ 162.124.983,00 respectivamente (peso argentino) habiendo fracasado dos veces en el año anterior.

## Descripción

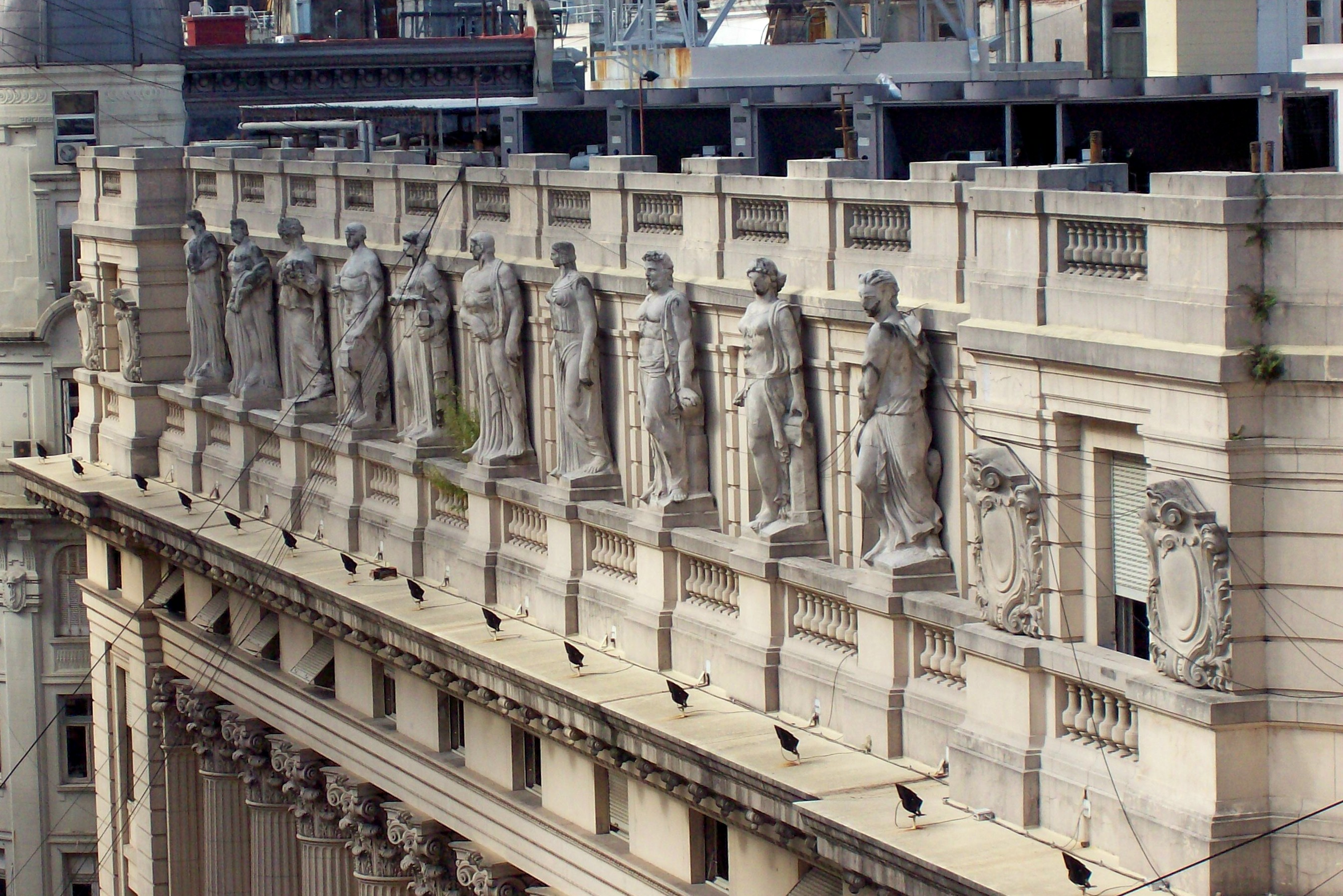
Esculturas sobre la cornisa, calle Perú.

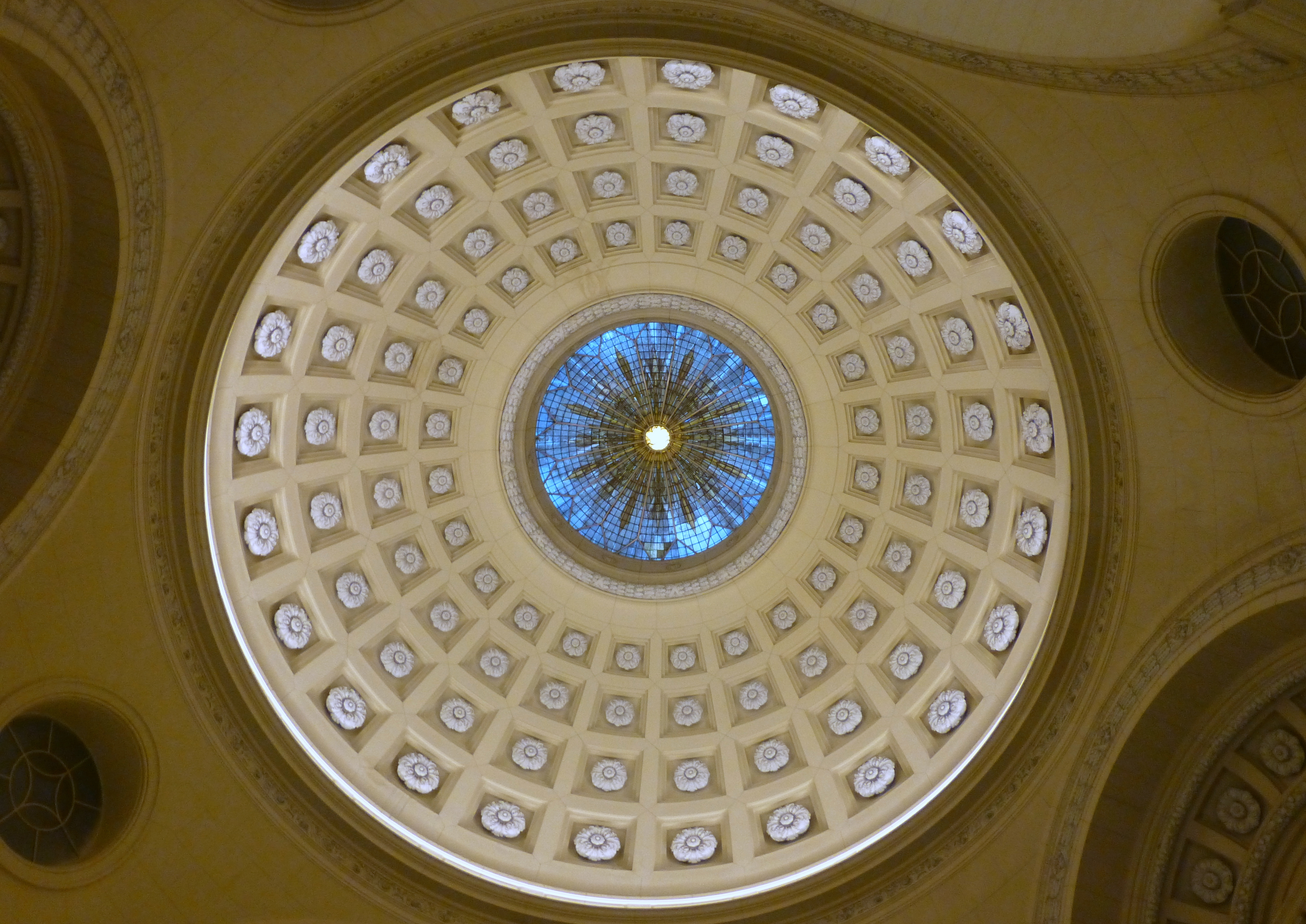
Cúpula en el hall de entrada al Palacio.

Desde el punto de vista arquitectónico es una de las sedes más bellas y elegantes del continente americano. 
El edificio está conformado por un subsuelo, planta baja, piso principal, cuatro plantas y una torre central de 97 metros. La estructura edilicia que conforma la Legislatura de la Ciudad Autónoma de Buenos Aires tiene aproximadamente 12.500 metros cuadrados de planos verticales o fachadas revestidas en símil piedra París y 33.200 metros cuadrados de superficie cubierta.
En un detalle propio del estilo neoclásico Luis XVI (fachada del Palacio Royal, existente en París) posee en su parte superior, al nivel del cuarto piso, una gran cornisa que concluye en un ático coronado que en dos de sus frentes posee un complejo artístico de 26 estatuas (Cariátides) que han sido creadas por autores argentinos o extranjeros naturalizados. Cada estatua fue separada en dos partes ensamblables y simbolizan diversos aspectos de la vida urbana:

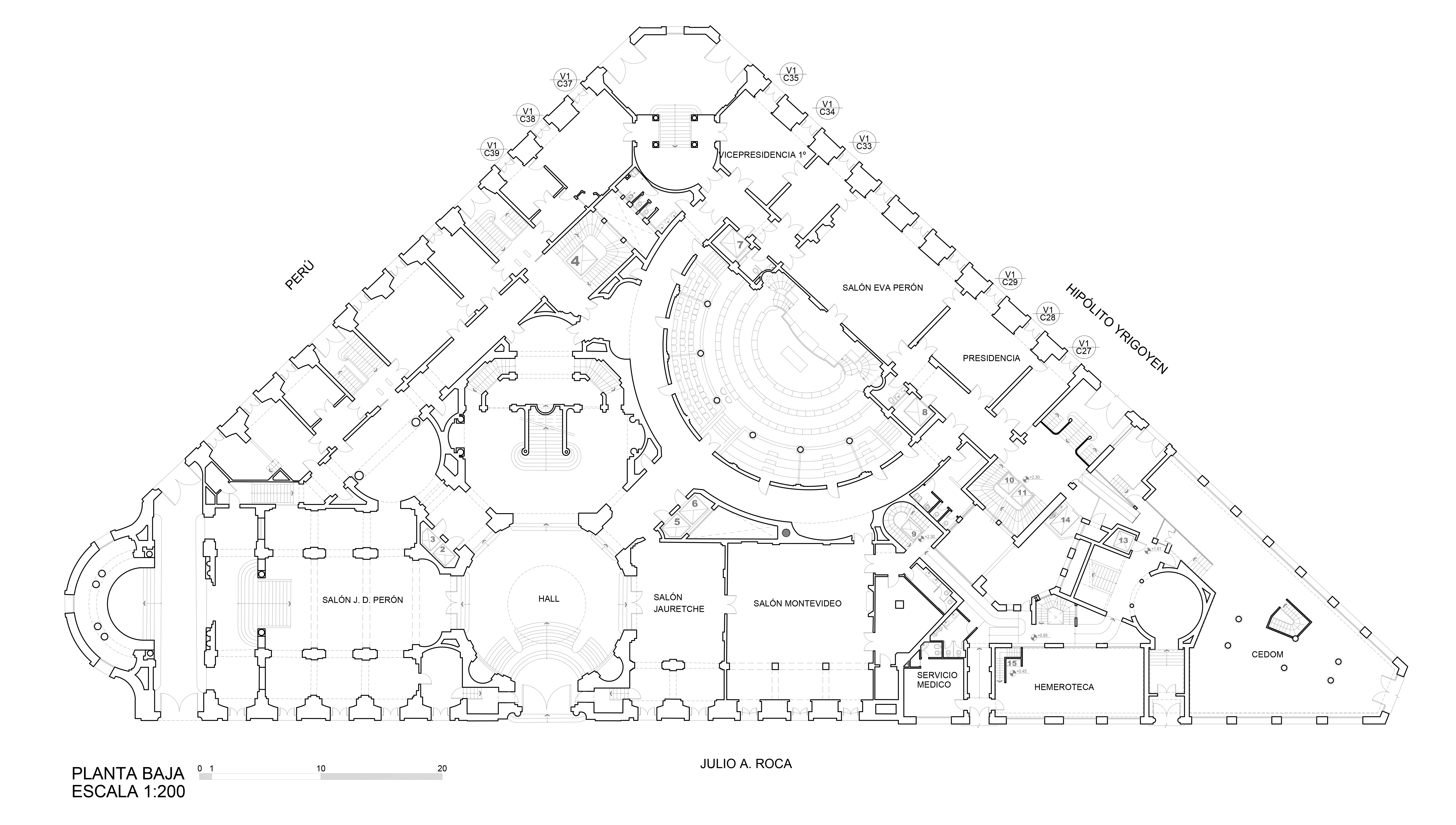
Plano Planta Baja

Las plantas del edificio (sótano, planta baja, cuatro plantas altas y azotea) se componen a partir de la organización por ejes compositivos que las articulan. Los locales se ubican centrados, vinculados por las circulaciones perimetrales que los rodean: el hall de acceso está contenido dentro de un círculo; el Recinto de Sesiones, en el hemiciclo; la Sala de los Pasos Perdidos en un local de proporciones rectangulares: y las escaleras ceremoniales, dentro de una caja hexagonal, en el centro del predio, que se corona con el casetonado de su cúpula. Cada espacio logra expresar su función dentro del edificio a partir de su composición geométrica y constructiva, evidenciando grandes espesores de mampostería y tratamientos de columnatas y pilares interiores que definen los límites espaciales.
La elección de materiales en revestimientos, tales como mármoles, maderas y bronces, tienen la intención de transmitir perdurabilidad, sobriedad y solidez, lo mismo que los detalles, a cargo de maestros artesanos. Un ejemplo es la biblioteca ubicada en la planta principal, revestida con una boiserie de madera. Dentro de este espacio de doble altura, en un extremo, la incorporación de un volumen del mismo material –en el que se aloja a la escalera que conduce al entrepiso- remite no solo a la tipología y capacidad de la tradición constructiva de la época, sino a la atmósfera de estos espacios del siglo XIX.
Se distingue en la fachada una tripartición del basamento, desarrollo y remate, lenguaje perteneciente al Clasicismo francés, además de la monumentalidad de la escala y persistentes detalles trabajados en todas sus caras y espacios.
Desde el exterior, se observa en sus caras un juego de pilastras que bordea el ángulo en semicircunferencia frente al monumento a Roca, las esculturas ubicadas en la cornisa superior y la resolución del acceso principal, desarrollado sobre la Diagonal Sur, en correspondencia con la posición de la torre, poco convencional por su proximidad con la fachada, en vez de estar desplazada hacia el centro del terreno. Sobre la esquina de Perú e Hipólito Yrigoyen, Héctor Ayerza ubicó un hall de acceso y dispuso, además, otros ingresos secundarios sobre las mismas calles.
El diseño de las fachadas es sutil y equilibrado, ya que a pesar de su dualidad de estilos no entorpece la unidad conceptual del edificio. La composición evidencia las jerarquías: axial para la fachada principal, sobre la Av. Roca, y con dos ejes paralelos desplazados a los laterales para los frentes sobre las calles Perú e Yrigoyen.
- Sobre la calle Perú, hacia Roca:
Navegación, Protección a la Infancia, Orden Social, Vigilancia y Providencia, Poder y Derecho, Ciencias Médicas y Químicas, Comercio (todas de Troiano Troiani)
- Sobre Yrigoyen hacia la intersección con Julio A. Roca:
Mercados, Mataderos (de Juan Carlos Oliva Navarro). La Música y la Historia (Luis Perlotti). Arquitectura (Torcuato Tasso). Atletismo y Pintura (Héctor Rocha).
- Sobre Roca:
Progreso, Estética, Vulcano (Juan Bautista Leone). Ponderación, Carácter (Roberto Juan Capuro). Justicia, Subterráneo (Pedro Tenti). Pomona, Arquitectura, Edilicia, Industria. (Santiago Berna)

Son numerosas las obras de arte que en él se encuentran, en su mayoría de argentinos, pero también de otras nacionalidades, especialmente la uruguaya, que está representada por numerosas pinturas en el mencionado salón Ciudad de Montevideo.

### Planta Baja

#### Hall de entrada

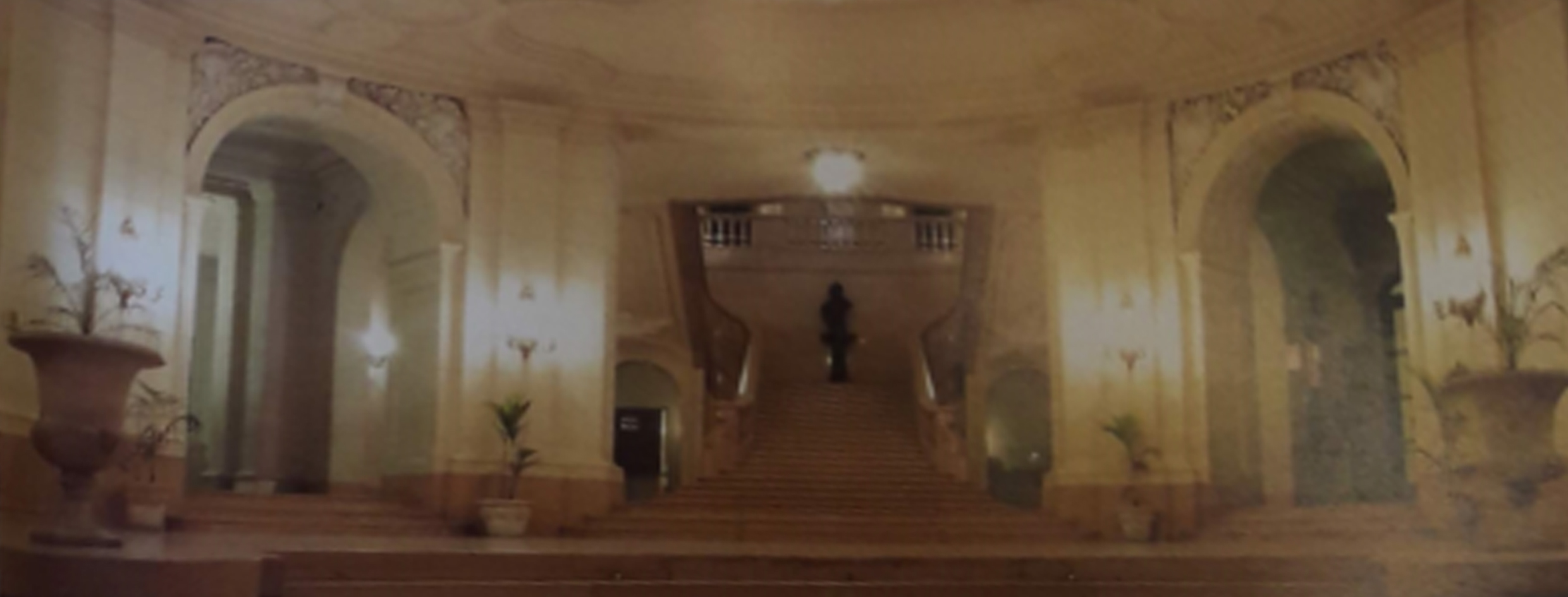
Hall Central

Con forma de hemiciclo, se accede trasponiendo la escalera de Honor y una pequeña escalera central con dos laterales, decorada por sendos jarrones de Carrara (otro detalle del estilo neoclásico del Luis XVI). El techo posee molduras que enmarca la garganta circular de iluminación difusa, y en su parte central se complementa con un plafond en armonía con ocho apliques de pared de bronce y cristal biselado. Este conjunto se corresponde con el tratamiento ornamental dado al piso (mármol boticcino clásico y griotte).
Se dispone de simetría entre los arcos que se enfrentan y abren dos pasillos diagonales, a los lados de la escalera central. Las paredes son símil piedra, como en casi todo el interior del edificio. Se reúnen entonces los principales materiales que componen los espacios internos: madera, mármol, bronce y vidrio.

#### Escalera de Honor
Se encuentra frente al Hall de entrada y lleva hacia el Hall de Honor, ubicado en la planta principal. Su diseño, inspirado en la que posee el Palacio Royal de París, es de gran magnificencia y está construida enteramente en mármol boticcino clásico.

### Sala de Espera
Está destinada a visitantes. Se encuentra debajo de la Escalera de Honor y frente al ascensor principal. Tiene forma de hemiciclo. Su paredes son de símil piedra y se recortan por dos pequeños balcones con balaustrada. El techo posee tres niveles planos en el centro y bóveda de media arista en el ingreso desde el hall. El piso y zócalos son de mármol boticcino.

### Recinto de Sesiones
Se encuentra en el centro del edificio. Es el espacio donde se legisla y en él convergen todas las líneas que estructuran la construcción. Se accede desde el Hall de Entrada. Lo rodea una Galería semicircular con techo en forma de bóveda medio cañón. El diseño del interior es sobrio, del tipo anfiteatro en forma de hemiciclo. El ambiente se encuentra dividido en un sector principal destinado a los legisladores y otro sector separado por una balaustrada, asignado a asesores, periodistas y público. Para el público también está destinada una galería alta que se levanta formando un balcón, ala que se accede por la Planta Principal.
En el frente se ubica el sitial de la Presidencia tallado en nogal de Italia, con una base de mármol de Grecia. Al pie del sitial desarrolla su actividad el equipo de taquígrafos. Las sesenta bancas enfrentadas al sitial de la Presidencia tienen incorporado un sistema automático de audio y otro de registro de presidencias y votación electrónico. 
Las paredes están revestidas íntegramente por paneles moldurados y tallados en nogal de Italia con altos zócalos en mármol de Grecia.

### Presidencia

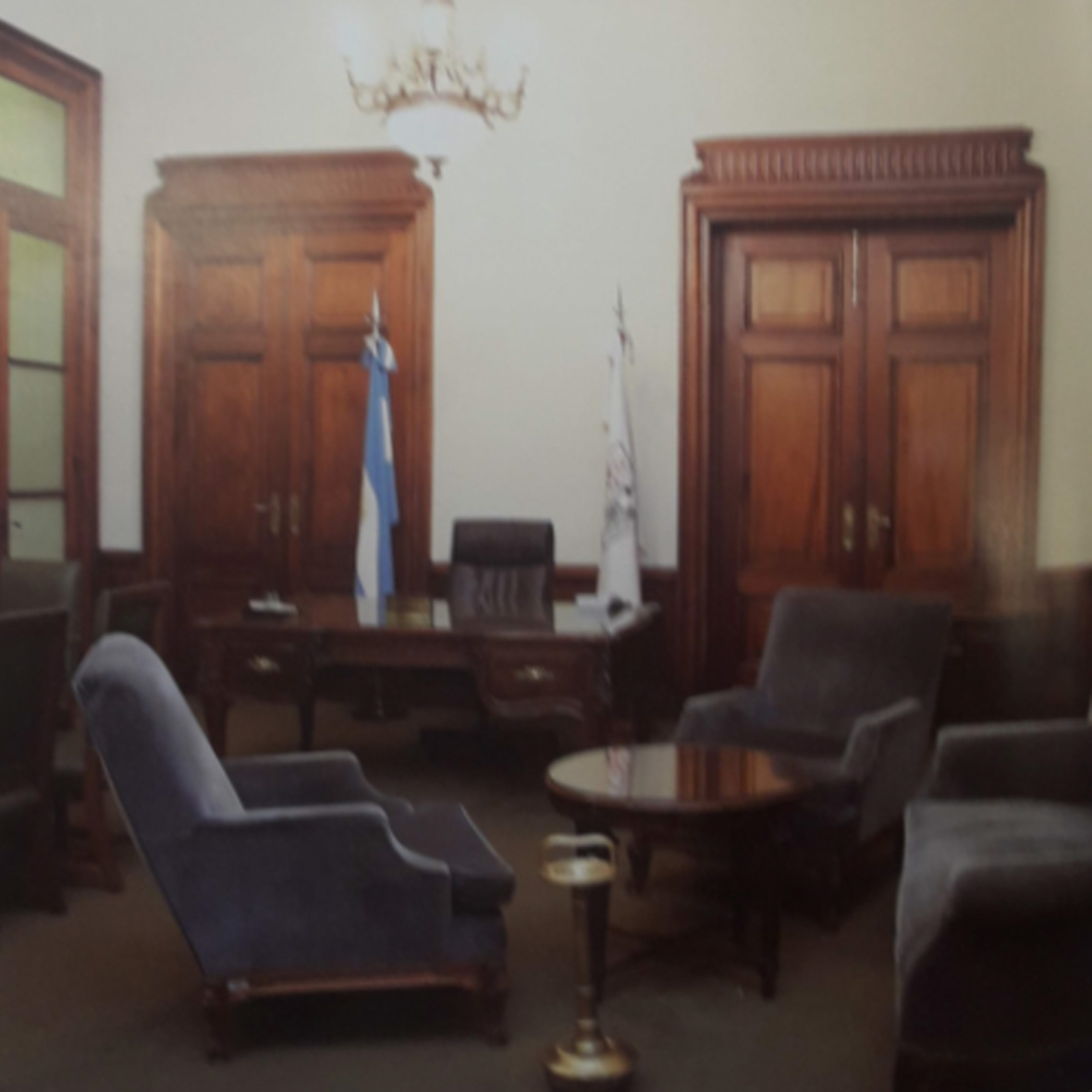
Salón Presidencial

Se trata de un espacio rectangular con espacios anexos destinados a Despacho y Asesores. Sus paredes están recubiertas por un gran zócalo de madera, que se integra con los marcos de puertas y ventanas. El piso, originalmente de parquet de roble hoy es alfombrado en su totalidad. El mobiliario se conserva de madera de roble (mesa presidencial y bandera Nacional y de la Ciudad junto a otras mesas, sillas y puertas. En la iluminación interior colaboran las arañas de bronce fundido suspendidas en el cielorraso.

### Vicepresidencias

#### Vicepresidencia Primera
Espacio amplio diseñado en espejo con la Presidencia. Se accede desde el exterior del palacio por la Entrada de Carruajes en Perú e Hipólito Yrigoyen.
Posee dos grandes ventanales a la calle Hipólito Yrigoyen. El techo y las paredes se encuentran a través de una moldura de yeso a manero de entablamento. Del mobiliario se destaca el escritorio de madera tallada con arquetería en bronce cincelado del escultor Tarris. El piso se encuentra alfombrado y la iluminación es aportada por dos plafones de bronce fundido.

#### Vicepresidencia Segunda
Cuenta con el mismo acceso que la Vicepresidencia Primera. Su diseño interior se asemeja al de la Vicepresidencia primera y posee dos grandes ventanales cortinados sobre la calle Perú. Las son cubiertas también por un zócalo de madera al igual que la Presidencia y la Vicepresidencia Primera.

### Secretarías

#### Secretaría Parlamentaria
Se encuentra en uno de los extremos de la Galería alta del Recinto de Sesiones. Posee un despacho y una oficina destinada al Secretario. Las paredes originalmente estaban tapizadas en brocato con zócalo de madera y piso de parquet de roble de Eslavonia. Hoy se encuentran alfombrados. El despacho tiene dos grandes puertas ventanas con balcones a la calle Hipólito Yrigoyen. Está decorado con óleos. La oficina posee también una gran puerta ventana con balcón, óleos y una escultura en mármol de Vicente Roselli.

#### Secretaría Administrativa
Se encuentra en el otro extremo de la Galería alta del Recinto de Sesiones. Está compuesta por un despacho y una oficina destinada al Secretario. Estéticamente se asemeja mucho a la Secretaría Parlamentaria y también cuenta con puertas ventana con balcón.

#### Salón Intersecretarías
Se encuentra en la Planta Principal entre las Secretarías Parlamentaria y Administrativa. Es un espacio elegante con una moldura de yeso a manera de entablamento en el encuentro entre paredes y techo. 

### Los Salones
- Salón Dorado
Refiere al Salón de los Espejos del Palacio de Versalles en Francia. Se llega a él subiendo por la Escalera de Honor. Columnas con capiteles de orden jónico rodean su área central y sostienen una galería que forma, por medio de arcadas, un balcón sobre el sector central. Se destaca al fondo un palco-bandeja de honor con el escudo Nacional que enfrenta al emblema Municipal, en la otra punta. Está iluminado por seis arañas de 45 velas y 14 arañas de diez luces bajo galería. El salón es utilizado para las Audiencias Públicas, recepciones y eventos. Nordiska Kompaniet SA ganó el concurso para realizar la decoración interior de este salón, diseñada por el joven arquitecto francés Paul Louis Marcel Groisil, egresado de la École Boulle y de la École des Arts Décoratifs de París, quien fue contratado especialmente para este trabajo en Francia. Fue el mismo Paul Groisil quien supervisó la restauración que se hizo en el año 1987 por el equipo dirigido en ese entonces por el arquitecto Carlos Moreno y su colaboradora, la arquitecta Elizabeth Kries. Un dato curioso sobre Groisil es que, una vez en Argentina, nunca volvió a Francia, continuando su vida profesional en el país latinoamericano hasta su fallecimiento.[9]

|                        |
| Antigua foto del Salón |

|                               |
| Salón Dorado en la actualidad |

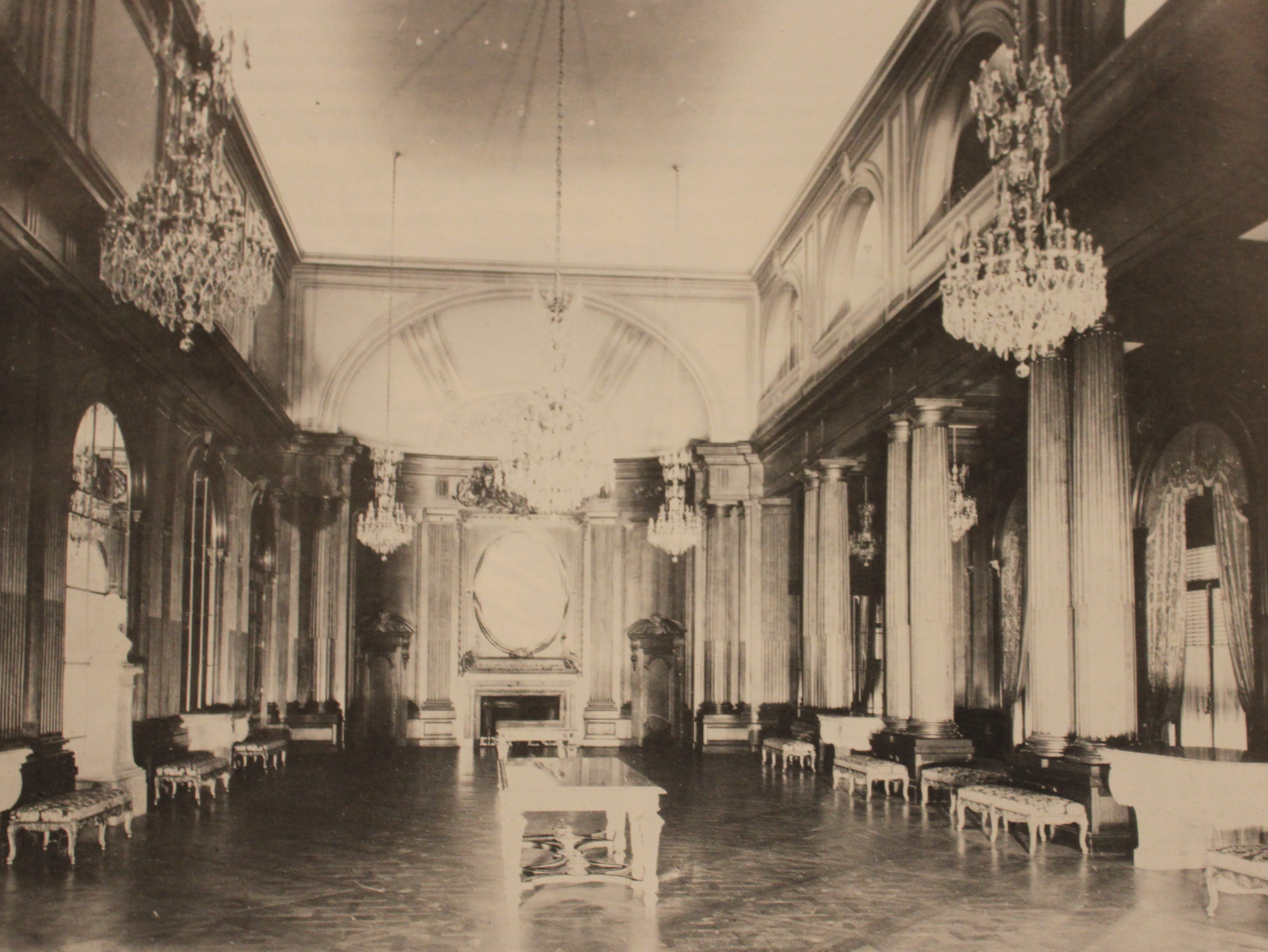
Antigua foto del Salón San Martín.

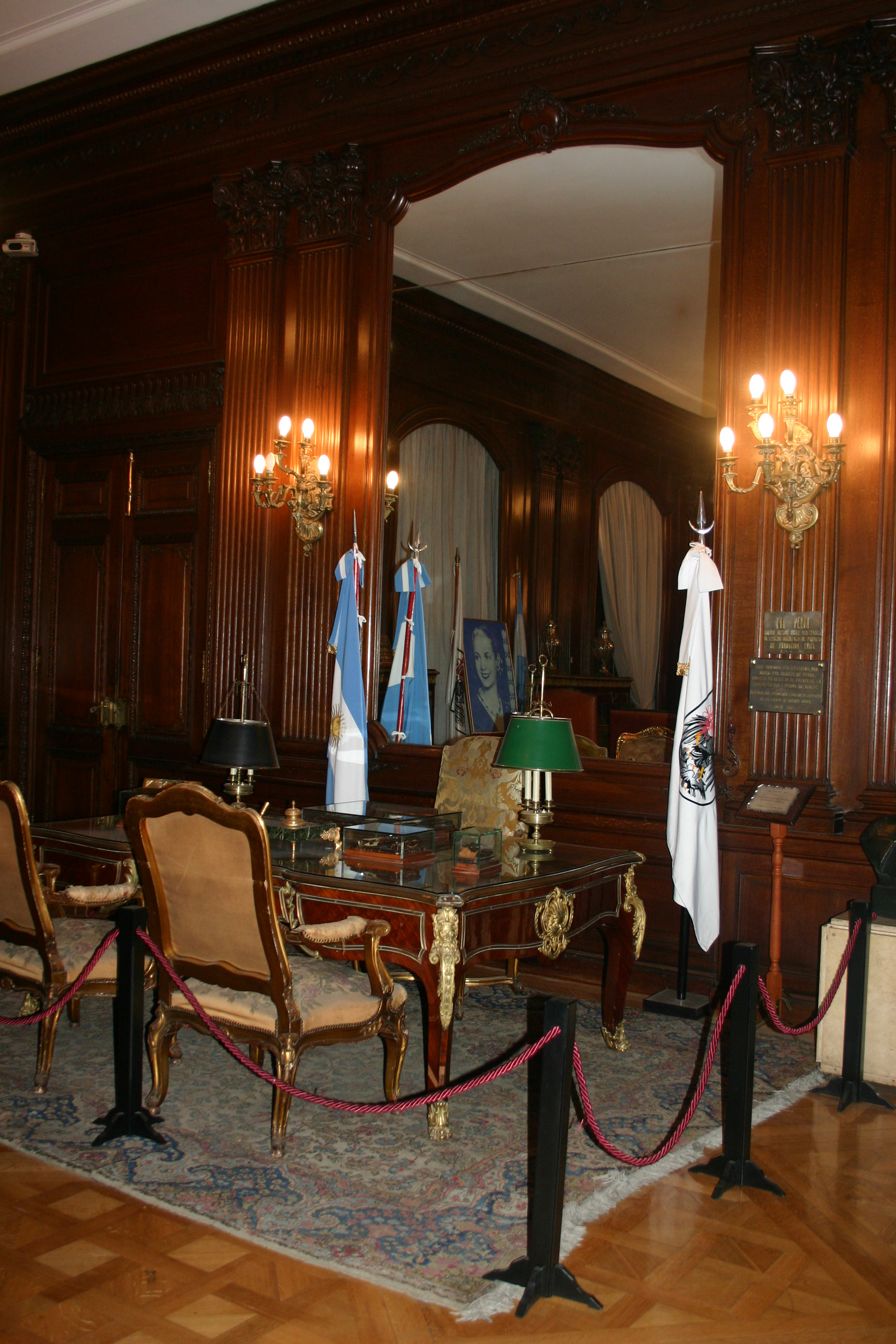
Escritorio utilizado por Eva Perón.

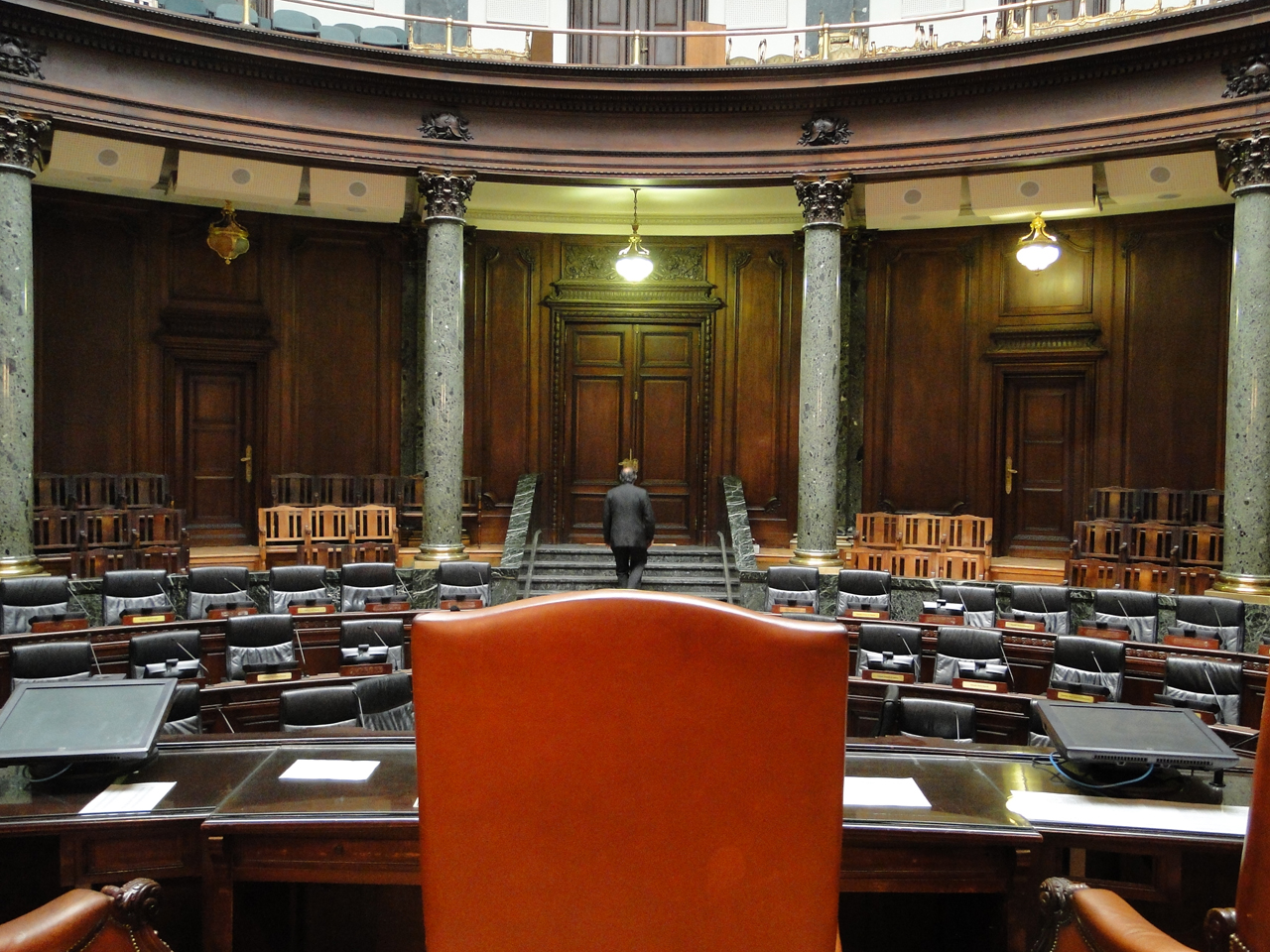
Recinto de Sesiones.

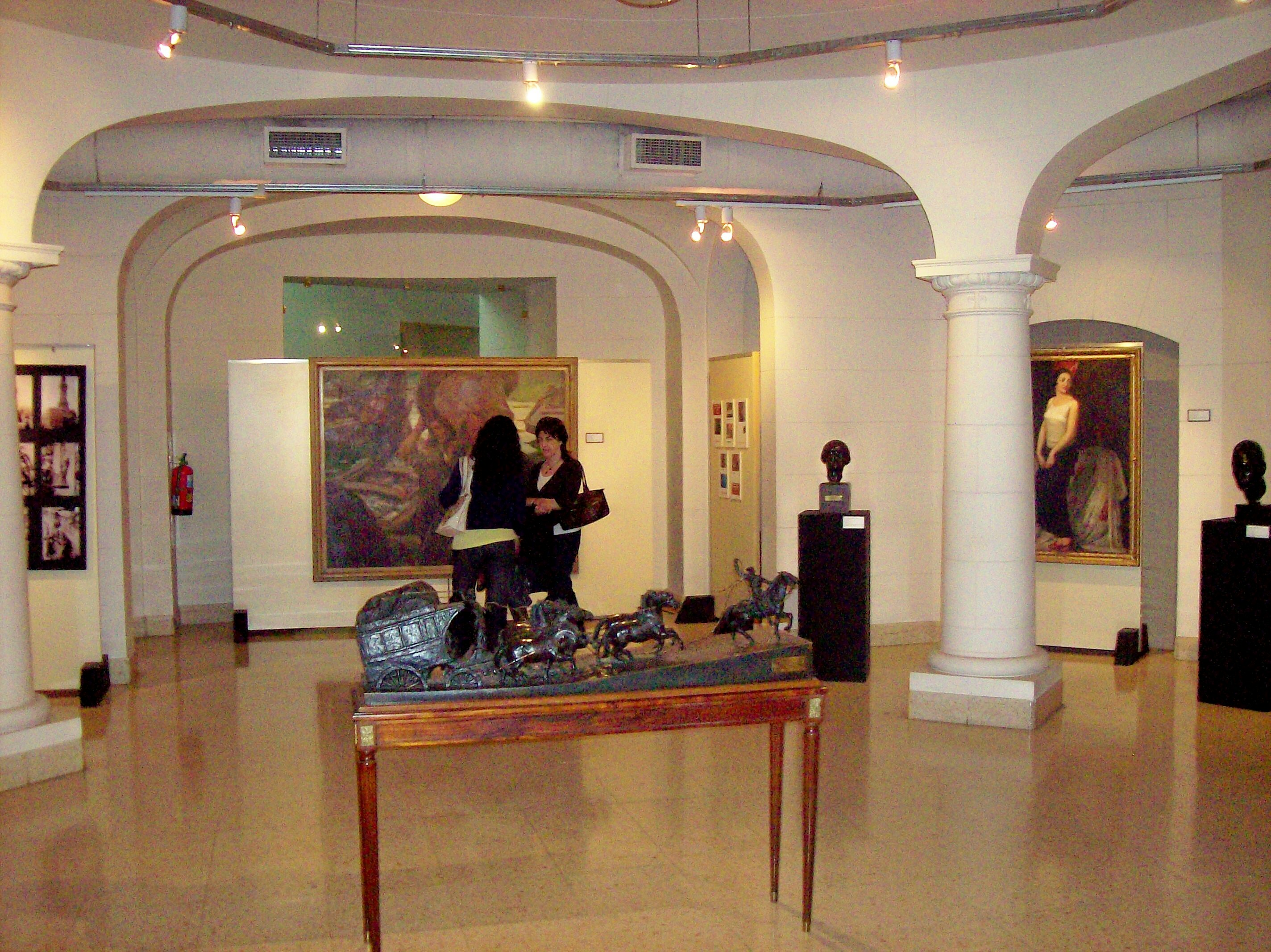
Sala de Exposiciones.

|                               |
| Salón Dorado en la actualidad |

- Salón Montevideo
Es el hall de acceso al Salón Concejales. Lleva el nombre Ciudad de Montevideo  -Capital de la República Oriental del Uruguay- en recordación de las Jornadas Comunales Rioplatenses que a mediados del siglo XX se realizaban anualmente en este espacio con el fin de intercambiar ideas sobre el progreso de ambas ciudades en el orden municipal. Un convenio de “ciudades hermanas” dio lugar a que en el palacio legislativo montevideano un Salón se llame “Ciudad de Buenos Aires”. Suele ser utilizado como salón para conferencias.
- Salón de los Pasos Perdidos o Presidente Perón
Se encuentra a la izquierda del hall de entrada. Este espacio de recepción y espera consta de un sector central y dos galerías laterales con tres arcadas cada una. El ingreso se efectúa por dos grandes puertas de madera que sirven a la Entrada de Carruajes o Cochera, una sobre Avenida Presidente Roca y otra sobre peatonal Perú. El sector, en forma de hemiciclo, contiene seis columnas que guardan simetría con dos nichos y en el centro luce una escultura de yeso. Los únicos ventanales dan a la Avenida Presidente Roca. La iluminación artificial se expresa mediante arañas de bronce. Originariamente se llamó Salón de los Pasos Perdidos, denominación que comúnmente se da a una gran sala que precede el conjunto de salas de un tribunal o estación. En este sentido es un salón "al que deben encaminarse indefectiblemente todos los pasos". De allí que es el sitio destinado a la atención de las visitas y delegaciones. Desde 2004 por resolución n.º 351 se denomina salón Presidente Juan Domingo Perón.

- Salón San Martín
Se accede a través de la Escalera de Honor. Está separado del Hall de Honor por grandes puertas plegables de madera tallada y cristal, en espejo con las del Salón de Honor. Sobre la puerta principal se abre un elegante balcón bandeja. En la pared opuesta al acceso principal se halla un hogar en mármol de Grecia color verde Tinos, con aplicaciones de hierro forjado en relieve. Engalana su parte superior un óvalo tallado en piedra caliza extraída de la cordillera andina, límite natural entre las Repúblicas de Argentina y Chile, que representa la figura del Libertador General D. José de San Martín montado a un caballo con motivo de la gesta emancipadora. Hay además una hilera de columnas en orden dórico que sostiene una galería. La enorme araña central posee 40 luces en diversos planos reflectadas por caireles de cristal. Este salón, al igual que el Salón Dorado, fue diseñado por el mismo arquitecto de interiores francés Paul Groisil. También fue restaurado por el mismo equipo de arquitectos que trabajó en el Salón Dorado. Desde su concepción se lo de denomina Salón Libertador General Don José de San Martín, en homenaje al caudillo de la emancipación sudamericana, gestor de la independencia de tres repúblicas hermanas: Argentina, Chile y Perú. Nacido en Yapeyú (actual provincia de Corrientes) en 1778, murió en Boulogne Sur Mer Francia, el 17 de agosto de 1850. Originalmente estuvo destinado a Salón Comedor y en la actualidad es utilizado para las Audiencias Públicas, Recepciones oficiales y eventos culturales.
- Salón Eva Perón
Se encuentra entre los despachos del Presidente y del Vicepresidente primero de la Legislatura. Se denomina Salón Eva Perón porque María Eva Duarte de Perón desarrolló desde aquí su tarea de ayuda social directa desde el año 1947 y hasta poco antes de su muerte en julio de 1952. Se conserva su mobiliario y algunos de los objetos personales que utilizó, como el tintero y el portapapeles. Hay además dos bahiuts, estilo Luis XIV, construidos por el ebanista Tarris, con el escudo municipal grabado en sus puertas. Ambos soportan dos jarrones de cristal de Baccarat y de bronce. Sus paredes están recubiertas con boiseries de madera de roble.
- Salón de Concejales
El recinto de este salón, con forma de hemiciclo, posee un artesanado (boiserie) de nogal italiano y columnatas de mármol de Grecia. El cielorraso es abovedado, con una gran claraboya central.
- Salón Comedor de Honor
En realidad nunca fue utilizado como comedor. Posee arañas de cristal y muebles de estilo Luis XVI.
- Sala de exposiciones
En el subsuelo se recuperó desde 2007, un centro de exposiciones y un museo del patrimonio de la Legislatura.
La entrada suele ser libre y gratuita.

### La Biblioteca Esteban Echeverría
En el piso principal se encuentra la Biblioteca cuya sala de lectura se destaca por sus boiseries y sus lámparas del tipo arañas con muchos caireles. La biblioteca cuenta con 38 mil ejemplares que pueden ser consultados por el público en general. Su orientación es jurídico-legislativa. Se puede acceder a los ejemplares vinculados a las temáticas de las Comisiones y sobre el desarrollo urbanístico, cultural y socio-histórico de la ciudad. Pueden realizarse consultas virtuales y seguir la actividad de la Biblioteca en las redes sociales y página web.
La Biblioteca Pública Esteban Echeverría está conformada por tres áreas: Referencia-Atención al público, Procesos Técnicos y Taller de restauración y preservación del material bibliográfico. Todas estas áreas son coordinadas por la Dirección de Biblioteca, que supervisa el sistema de calidad de acuerdo con Normas ISO 9001:2015 y planifica las actividades anuales. 
Hay una Sala de Lectura para consulta abierta para usuarios/as externos (público general) e internos (Legisladores, autoridades, personal de la Legislatura). En la sala de Referencia se realizan los préstamos para lectura en sala o domiciliaria, según corresponda. También se orienta al público en la obtención de la información solicitada y se realiza enlace con otras bibliotecas o centros documentales del ámbito local.  
Se destaca una colección de volúmenes antiguos que se encuentra en la Biblioteca Tesoro. Son más de 2.000 libros (algunos digitalizados) publicados desde el siglo XVII al siglo XIX. Algunas de ellas son las Memorias Municipales desde 1856 a 1936, Antiguas Leyes de Indias, Los Acuerdos del Extinguido Cabildo de Buenos Aires, Los Planos más Antiguos de Buenos Aires y el Álbum Fotográfico del Centenario de la Revolución de Mayo. por citar solo algunas. 
Existe un archivo gráfico audiovisual sobre la documentación relacionada con la presencia de Eva Perón en el Palacio y de las instituciones que ejecutaron las políticas sociales entre 1943 y 1955. https://biblioteca.legislatura.gov.ar/peronismo.aspx Archivado el 1 de mayo de 2021 en Wayback Machine.
El Fondo Monteavaro, constituido por mil ejemplares que reflejan la actividad literaria argentina y latinoamericana de los años 60, 70 y 80, tiene la particularidad de adjuntar en cada libro, la foto de su autor y una firma autografiada con dedicatoria. https://biblioteca.legislatura.gov.ar/fondoMonteavaro.aspx Archivado el 15 de mayo de 2021 en Wayback Machine.
También forma parte de la Biblioteca la Colección Género y Feminismos, creada a partir de los procesos de transformación colectiva que surgieron del primer Ni Una Menos en 2015. Esta selección tiene el objetivo de facilitar recursos e información ante el creciente interés en los temas relacionados con los feminismos, las violencias machistas y las diversidades afectivo-sexuales desde múltiples enfoques: económico, político, histórico, sociológico y del derecho. En pos de favorecer la ruptura de estereotipos y el reconocimiento del aporte femenino a la sociedad, apostamos a crear un espacio donde la lectura sea herramienta de aprendizaje, reflexión y lugar de debate social. Los ejemplares elegidos giran en torno a los planteamientos filosóficos e ideológicos del feminismo, la teoría del género, la cultura, las violencias, los derechos LGTBIQ+ y las mujeres y las diversidades en los ámbitos educativos, laborales y culturales. https://biblioteca.legislatura.gov.ar/genero.aspx Archivado el 5 de mayo de 2021 en Wayback Machine.
El "Archivo Tango" posee más de 250 partituras, libros y folletos sobre esta música que es parte de la identidad rioplatense y patrimonio intangible de la humanidad. 
En junio de 2012 unos 13 000 libros (ninguno de ellos pertenecían a la colección de incunables) resultaron dañados por el agua proveniente de una pérdida del piso superior que provocó filtraciones desde el techo por la boisserie que recubre las paredes de la sala y el anegamiento del piso de parqué. El hecho no fue descubierto al instante pues ocurrió durante un fin de semana. Gracias a la cooperación de técnicos de la Universidad de Buenos Aires (UBA), de la Universidad del Museo Social Argentino (UMSA) y de la Escuela Técnica Otto Krause se pudieron realizar las reparaciones y restauraciones. Se aprovechó además para mejorar las instalaciones eléctricas e incorporar sensores y detectores aptos para prevenir siniestros. De los 33.210 ejemplares que debieron ser mudados (2000 quedaron en su lugar) 5112 habían sido alcanzados por el agua directamente. De ellos, 3462 fueron secados y devueltos a los estantes. 100 libros resultaron irrecuperables, pero se informó que serían repuestos.
Luego de esta inundación la Biblioteca fortaleció sus políticas de preservación y reorganizó las tareas del Taller de Restauración y Conservación, dotándolo de nuevo equipamiento y profesionales que llevaron a cabo las tareas de recuperación. Actualmente el Taller de la Biblioteca brinda capacitación abierta y gratuita a otras bibliotecas, archivos y centros documentales de carácter público, tanto de modo presencial como virtual, constituyéndose en un espacio de referencia en su especificidad.https://biblioteca.legislatura.gov.ar/restauracionyconservacion.aspx
Desde 2018 la Biblioteca impulsó dentro de la Legislatura la incorporación del Lenguaje Claro, lanzando en marzo de ese año el módulo LEY CLARA, que tiene como fin hacer más accesibles los textos de las leyes que se votan en el Recinto y que refieren especialmente a la ampliación de derechos y garantías previstos en la Constitución de la Ciudad Autónoma de Buenos Aires. https://biblioteca.legislatura.gov.ar/leyFacil.aspx Archivado el 19 de febrero de 2021 en Wayback Machine. La Biblioteca se incorporó a la Red Argentina de Lenguaje Claro, cuyo nodo se encuentra en el Senado de la Nación, y forma parte de la Red de Lenguaje Claro de la Ciudad de Buenos Aires, a partir de un convenio suscripto en abril de 2019, conjuntamente con la Secretaría Legal y Técnica del Gobierno de la Ciudad Autónoma de Buenos Aires y el Consejo de la Magistratura de la Ciudad de Buenos Aires.

### La Hemeroteca José Hernández
La hemeroteca posee patrimonio informativo, cultural e histórico compuesto por colecciones de publicaciones periódicas de distribución nacional que datan de 1870.
Cuenta con la colección de periódicos microfilmados del diario La Argentina, que arranca en 1902 y llega hasta 1947 (completa y única en Sudamérica). También cuenta con las colecciones del diario La Nación (desde 1870), del diario La Prensa (1892 - 1995) y del diario La Razón (la más completa que existe) desde 1906 hasta 1987. Otras son La Opinión (1971-1979); Tiempo Argentino (1982-1986); Clarín (desde 1945); Ámbito Financiero (desde 1990); Página 12 (desde 1987); El Cronista (desde 1968); dos años del diario Democracia (1953-1954); Correo de la Tarde (1958-1959); el breve período del vespertino La Tarde (1976); Extra (1990-1992) y Nuevo Sur (1989-1990).
Pueden hallarse las revistas encuadernadas: Mercado; Noticias; La Maga; El Periodista; Extra; La Opinión; Dinamis; Humor ; Revista XXIII y sus antecesoras, XXII y XXI de la misma editorial, Tres Puntos; Página 30; La Semana; Siete Días; Leoplán; y Gente entre otras.
También cuenta con carpetas que contienen información periodística de temas como: "Atentados Embajada de Israel y AMIA", Abuelas de Plaza de Mayo, "Reserva Ecológica" etc.

### La Torre y el Carrillón

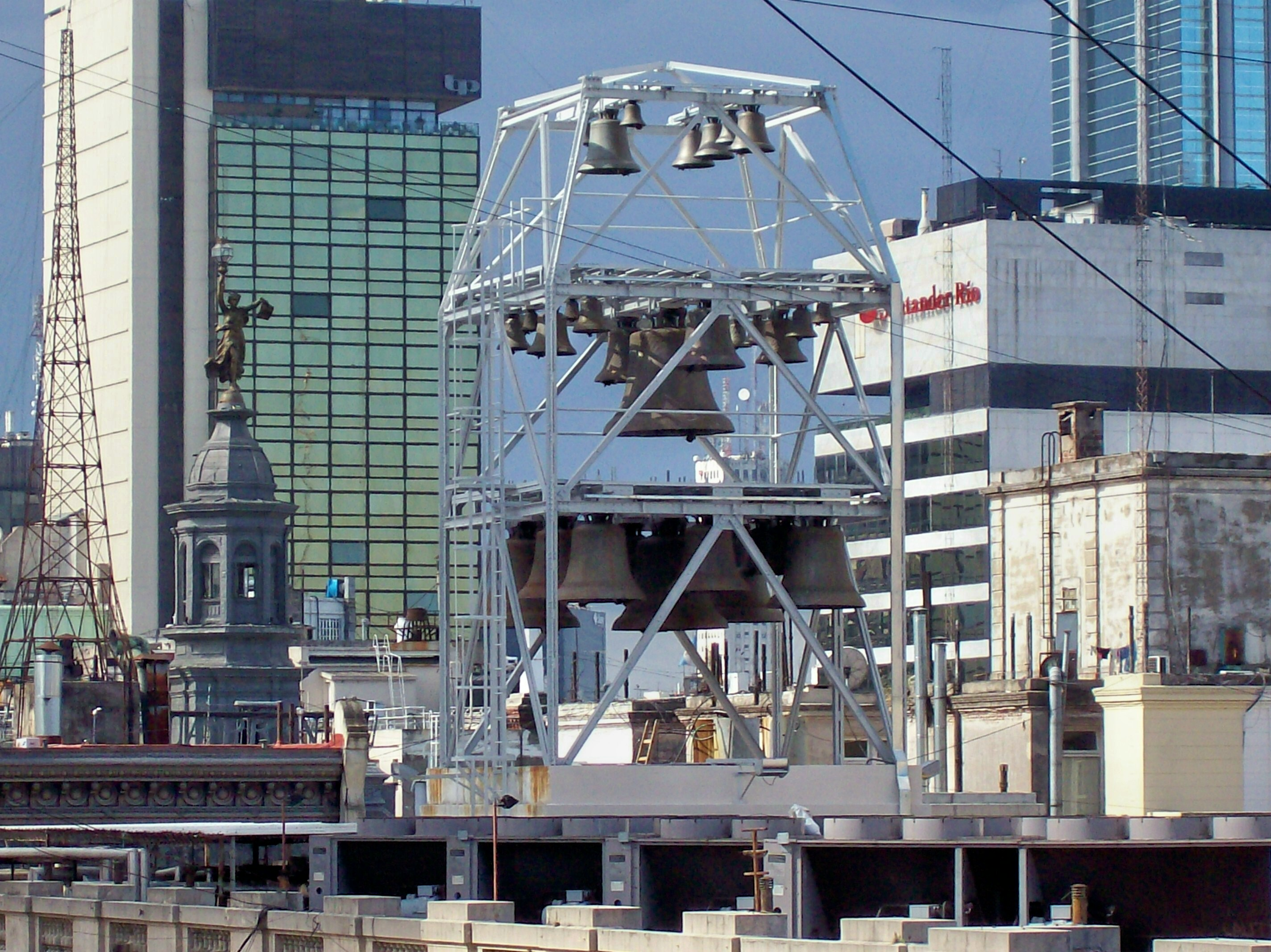
Carrillón del Palacio Legislativo.

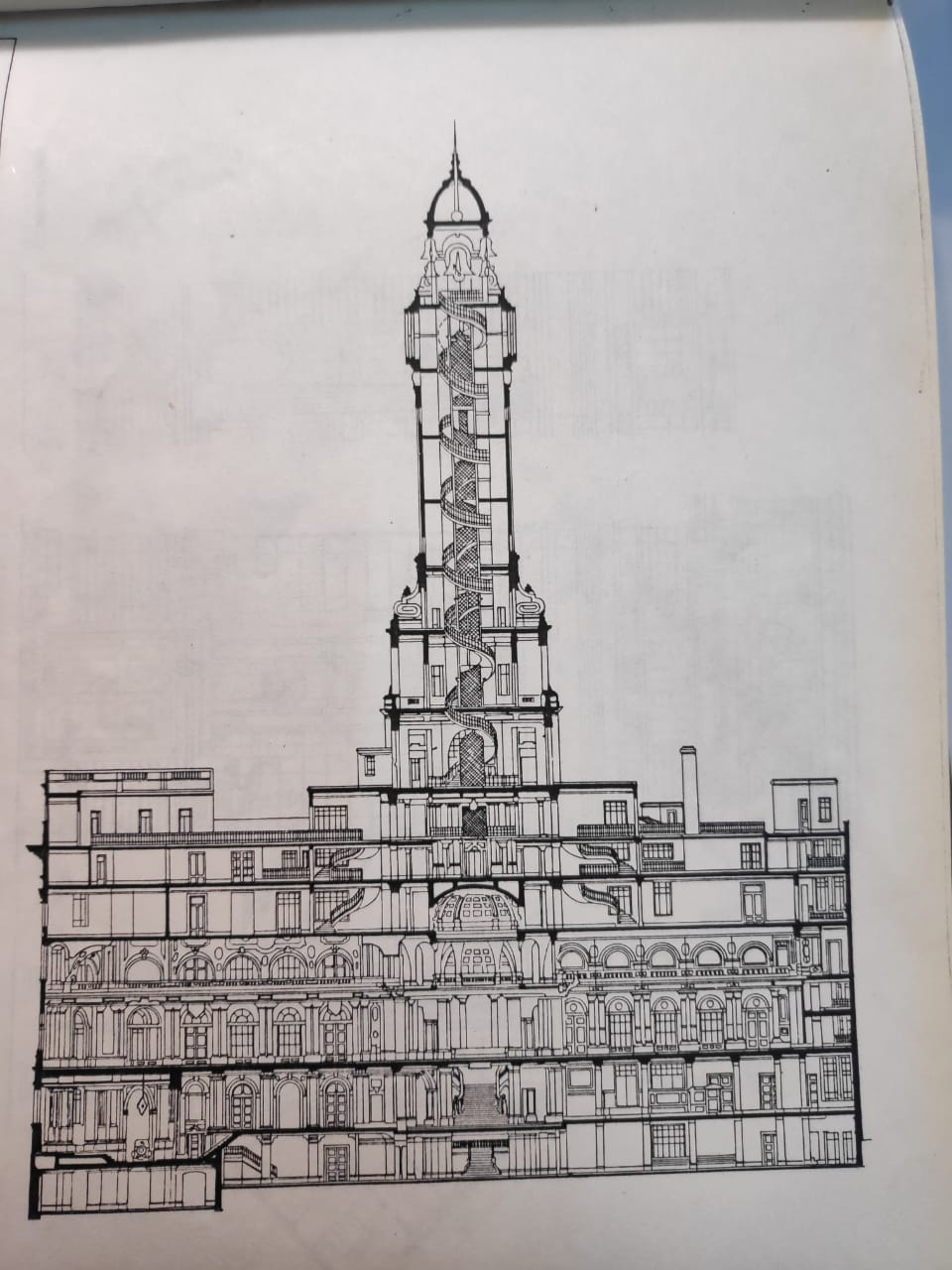
Corte transversal del Palacio de la Legislatura de Buenos Aires, en el cual se aprecia su distribución interna.

La torre es uno de los signos distintivos del palacio legislativo, pues emerge hasta alcanzar 95 metros altura. En 1931 era uno de los puntos más altos de la ciudad. De forma octogonal, se erige sobre la Puerta de Honor y remata en una cúpula de bronce.
Tiene un estilo que recuerda a las beffroi de Flandes poseyendo un reloj comando de melodía Westminster, con un carrillón de cinco campanas cuyos nombres son: Las Patricias, La Pinta, La Niña, La Porteña y; la más grande con 1800 kg de peso, La Argentina. Los cuatro cuadrantes tienen un diámetro de cuatro metros cincuenta. El reloj posee un sistema que controla la marcha de otros 80 relojes distribuidos en el resto del edificio y es considerado el más alto de la ciudad de Buenos Aires.
El reloj que alberga la torre, indica la hora de la Ciudad Autónoma de Buenos Aires. Fue instalado a mediados de 1930. Su funcionamiento pone en acción cinco campanas diferentes cada quince minutos. 
Puede observarse además un carillón alemán. Es un instrumento musical que consiste en campanas fundidas en bronce, en forma de copa, que han sido afinadas con precisión, de manera tal que puedan tañirse en conjunto para producir un efecto armonioso. Posee 30 campanas que en conjunto pesan 27 350 kilos (la mayor supera las 4 toneladas), y que cuando se inauguró era el más grande de Sudamérica.
Las campanas se mantienen suspendidas, en forma fija, de un armazón de hierro de 11 m de altura y 18 tn de peso. Una pianola de madera fina que brinda 30 notas musicales permite ejecutar cualquier melodía a mano mediante un teclado o mediante un dispositivo de rollos perforados conectado al reloj que permite así tañir las campanas en horas determinadas.
Fue tocado en situaciones especiales, como en 1933 cuando reprodujo la marcha fúnebre al realizarse las exequias del ex intendente José Guerrico, y que fue velado en la Legislatura.
En 1998 el carillón fue reparado junto con el resto del edificio.
Están conectados entre sí para anunciar los cuartos de hora siguiendo los diseños melódicos adoptados por el famoso Big Ben de Londres, heredero del que se encuentra desde mediados del siglo XVIII en el templo de Santa María La Mayor, en Cambridge.

### Sala de Periodistas
La sala de periodistas (llamada "Mariano Moreno") se encuentra en la planta baja. Se desarrollan en él las tareas diarias profesionales del periodismo acreditado y asesores de prensa de los legisladores. También tienen lugar las conferencias de prensa. La iluminación artificial es dada por dos plafones de bronce y el mobiliario principal está compuesto por dos mesas de nogal con cubierta de cuero.

### Sala de Taquigrafías
El Cuerpo de Taquígrafos (con su origen en 1958) funciona en una amplia sala ubicada en el subsuelo del palacio parlamentario, con acceso directo por escalera a pie del sitial de la Presidencia en el Interior del Recinto de sesiones, donde se desarrolla su tarea principal. El personal del cuerpo de taquígrafos compone un área técnica que se encarga del registro de la palabra hablada en la Legislatura. Todo ciudadano puede tener acceso a las versiones taquigráficas aprobadas, pues son un documento público

### Subsuelo

#### Piedra Fundamental
Se encuentra a dos metros bajo el nivel de la calle y aun costado de la rotonda. Es de mármol y fue colocada el 18 de noviembre de 1926 por el presidente de la Nación, Dr. Marcelo Torcuato de Alvear.